# Казань
Каза́нь (тат. Казан) — город в России, столица Республики Татарстан, порт на левом берегу реки Волги при впадении в неё реки Казанки. Крупнейший по численности населения город в Приволжском федеральном округе и на реке Волге, пятый по численности населения город в стране. Один из крупнейших экономических, научных, образовательных, религиозных, досуговых, культурных, финансовых и спортивных центров России. Казанский кремль и астрономические обсерватории Казанского федерального университета входят в число объектов Всемирного наследия ЮНЕСКО.
Исторический центр Казанского ханства, Казанского уезда, Казанской губернии и Татарской АССР.
Город имеет зарегистрированный бренд «Третья столица России».
В 2005 году было отпраздновано тысячелетие Казани.
Казань неоднократно принимала международные соревнования высокого уровня по различным видам спорта, в том числе XXVII Всемирную летнюю Универсиаду в 2013 году, а также ряд матчей чемпионата мира по футболу 2018 года, в 2024 году проводились международные «Игры БРИКС». Кроме того, 22—24 октября 2024 года в Казани проходил XVI Саммит БРИКС.
В 2014 году в рейтинге сайта о путешествиях TripAdvisor в качестве самых быстро развивающихся туристических направлений столица Татарстана заняла 8-е место в мире и 3-е место в Европе.
В 2017—2018 годах в рейтинге Airbnb Казань заняла 3-е место в рейтинге самых популярных у туристов городов России. В 2024 году признана лучшим городом России по оценке качества городского хозяйства.
Указом Президента Российской Федерации от 2 июля 2020 года городу было присвоено звание «Город трудовой доблести».

## Этимология
О происхождении названия Казани существует несколько версий и легенд. Чаще всего апеллируют к версии закипевшего котла: колдун посоветовал булгарам построить город там, где без всякого огня будет кипеть врытый в землю котёл с водой. В результате подобное место было найдено на берегу озера Кабан. Отсюда и пошло имя города Казань — казан на татарском значит «котёл». Другие версии связывают имя города с ландшафтом, татарскими словами каен («берёза») или каз («гусь»), князем Хасаном и прочими вариантами. По версии И. Г. Добродомова: «<…> первичным было реконструируемое аланско-буртасское название Хадзанг, связанное с расположением города при крутом изгибе русла Волги. На чувашской почве оно превратилось в Хузан, а в русском употреблении в Казань».

## Физико-географическая характеристика

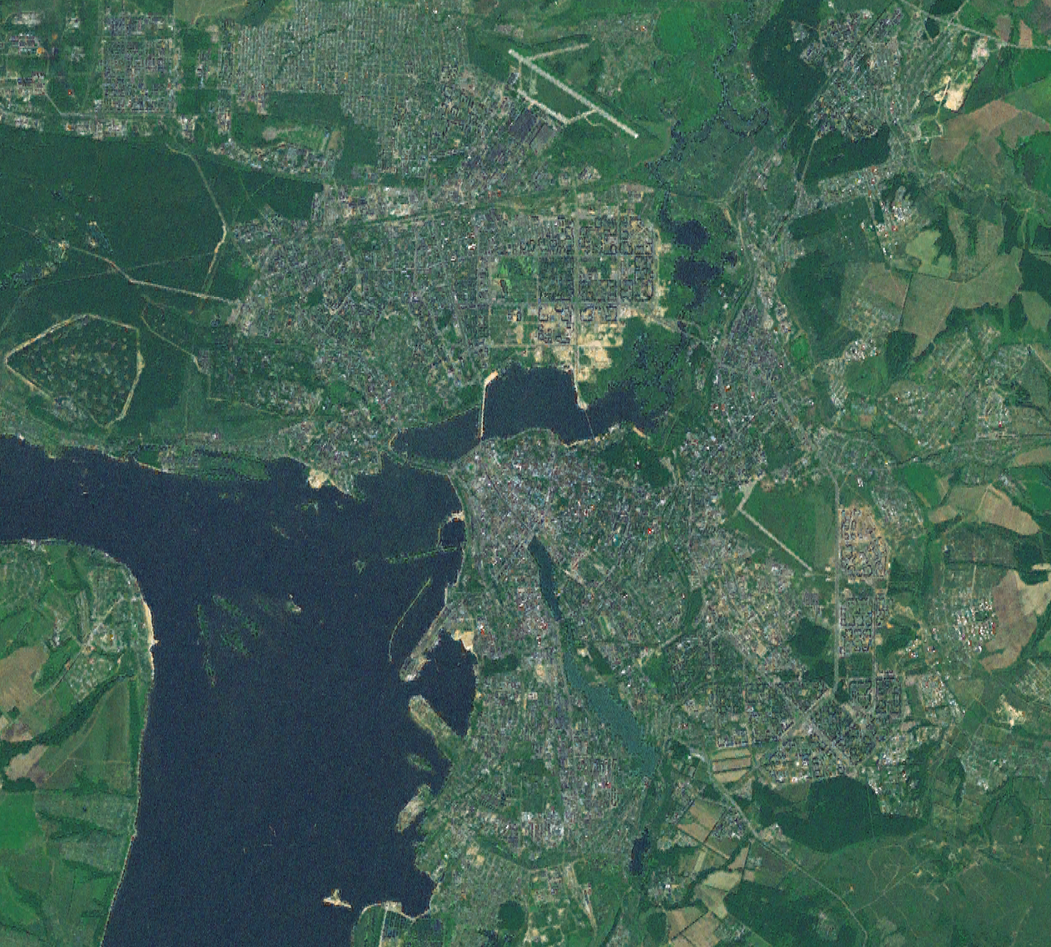
Спутниковый снимок территории Казани (NASA)

### Географическое положение
Казань расположена на левом берегу реки Волги, при впадении в неё реки Казанки, в 820 км к востоку от Москвы. Благодаря выгодному географическому расположению, Казань издавна была торговым посредником между Востоком и Западом. Географические координаты: 55°47,45′ с. ш. 49°6,87′ в. д. (координаты так называемого «нулевого километра»).
Городской округ граничит с Зеленодольским, Высокогорским, Пестречинским, Лаишевским районами, по акватории Куйбышевского водохранилища — с Верхнеуслонским районом.
| С-З | Йошкар-Ола ~ 146 км Волжск ~ 50 км                          | Глазов ~ 580 км Киров ~ 395 км     | Ижевск ~ 401 км Пермь ~ 682 км                                     | С-В |
| З   | Чебоксары ~ 164 км Нижний Новгород ~ 402 км Москва ~ 830 км | Роза ветров                        | Вятские Поляны ~ 170 км Нижнекамск ~ 233 км Екатеринбург ~ 1060 км | В   |
| Ю-З | Саранск ~ 431 км Пенза ~ 572 км                             | Ульяновск ~ 267 км Самара ~ 509 км | Оренбург ~ 800 км Уфа ~ 523 км                                     | Ю-В |

Казань находится в часовой зоне МСК (московское время). Смещение применяемого времени относительно UTC составляет +3:00. В соответствии с применяемым временем и географической долготой средний солнечный полдень в Казани наступает в 11:44.

### География
Протяжённость города с севера на юг — 29 км, с запада на восток — 31 км. Город в западной, центральной и юго-западной части выходит на Куйбышевское водохранилище на протяжении около 15 км. Около Казани имеется два моста через Волгу — у крайней западной границы территории города и южнее, по новой трассе М12. Река Казанка протекает с северо-востока на запад через середину города и делит Казань на две соизмеримые по территории части — историческую к югу от реки и более новую заречную к северу. Две части города связаны пятью дамбами и мостами, а также линией метрополитена.
Характер рельефа города — равнинно-холмистый. В центральной части города есть низменные равнины Забулачье, Предкабанье, Закабанье, возвышенная равнина Арское поле и выделяются отдельные холмы — Кремлёвский (Кремлёвско-Университетский), Марусовский, Федосеевский, Первая Гора, Вторая Гора, Аметьево, Ново-Татарская Слобода, и другие. В направлении на юго-восток и восток территория города в целом плавно повышается, и крупные жилые массивы Горки, Азино, а также Нагорный, Дербышки расположены на изовысотах 20—40 метров и выше, чем часть исторического центра, юго-западные районы и Заречье. В Заречье выделяется Зилантова гора, а также холмы посёлков на севере города. В разных местах имеются овраги и подобные им локальные вытянутые понижения местности.
Территория города характеризуется очень значительной долей водных поверхностей. Полоса части акватории Волги шириной более 2 км (вдоль западной границы города), а также преимущественно мелководные окончание и новое устье реки Казанка шириной около 1 км (полностью внутри территории города) сформировались при появлении Куйбышевского водохранилища в середине XX века вместо во много раз более узких природных рек. Также в число водных поверхностей города входят: начинающаяся в центре города и идущая на юг система из трёх крупных озёр Кабан — Нижний (Ближний), Средний, Верхний (Дальний), меньшие озёра на периферии Лебяжье, Глубокое, Голубые и так далее, малые водоёмы в разных местах (в том числе необычные посреди кварталов многоэтажного массива Новое Савиново), рукотворные озёра Изумрудное, Комсомольское, канал Булак в центре города, небольшие реки Нокса, Сухая Река, и другие на периферии. От бывшего устья реки Казанка осталась небольшая старица. В акватории Волги имеются небольшие острова Маркиз и другие. В юго-восточной и восточной части Заречья у реки Казанка есть заболоченные незначительные нестабильные островки и заливные пойменные луга. Вдоль берегов Волги и Казанки в ряде мест имеются дамбы гидрозащиты. Уровни Волги и Казанки в городе временами колеблются до нескольких метров в зависимости от времени года и некоторых отдельных лет в целом и очень сильно зависят от деятельности Жигулёвской ГЭС (фактически определяются ею). В частности, летом 2010 года рекордное понижение уровня воды водохранилища от средних за полвека значений сильно обнажило берега Волги и временно сузило окончание и устье Казанки практически до природных ширин.

### Климат
Климат Казани — умеренно континентальный, сильные морозы и палящая жара редки и не характерны для города. Наиболее частыми ветрами являются южный и западный, штиль бывает в среднем 13 дней в году. Снежный покров умеренный, достигает своей максимальной высоты в феврале и марте — 38 см. Количество ясных, облачных и пасмурных дней в году — 40, 169 и 149 соответственно. Наиболее облачным месяцем является ноябрь, наименее облачные — июль и август. Осенью и весной бывают туманы, всего 16 дней в году. Средняя температура летом +17…20 °C, зимой — −9…12 °C. Продолжительная жара побила рекорд по температуре в июле, а затем и в августе 2010 года: 1 августа температура достигла +39,0 °C в тени. Рекорд минимума был установлен 21 января 1942 года (−46,8 °C). Наибольшая возможная высота снежного покрова — 150 сантиметров. Среднегодовая скорость ветра составляет 3,6 м/с, а влажность воздуха — 75 %. Погода с устойчивой положительной температурой устанавливается, в среднем, в конце марта — начале апреля, а с устойчивой средней температурой ниже нуля — в конце октября — начале ноября. Большая часть атмосферных осадков выпадает с июня по октябрь, максимум их приходится на июнь, а минимум — на март. В течение года среднее количество дней с осадками — около 197 (от 11 дней в мае до 24 дней в декабре). Самым дождливым месяцем был июнь 1978 года, когда выпало 217 мм осадков (при норме 70 мм). Самыми засушливыми месяцами были февраль 1984 года, август 1972 года и октябрь 1987 года, когда в Казани не наблюдалось осадков вообще. Нижняя облачность составляет 4,1 балла, общая облачность — 6,7 балла.
| Показатель                    | Янв.  | Фев.  | Март  | Апр.  | Май  | Июнь | Июль | Авг. | Сен. | Окт.  | Нояб. | Дек.  | Год   |
| ----------------------------- | ----- | ----- | ----- | ----- | ---- | ---- | ---- | ---- | ---- | ----- | ----- | ----- | ----- |
| Абсолютный максимум, °C       | 4,5   | 5,6   | 15,8  | 29,5  | 33,5 | 37,5 | 38,9 | 39,0 | 32,3 | 23,4  | 15,0  | 6,1   | 39,0  |
| Средний суточный максимум, °C | −7,1  | −6,3  | 0,3   | 10,5  | 19,7 | 23,6 | 25,8 | 23,5 | 16,8 | 8,5   | −0,3  | −5,4  | 9,2   |
| Средняя температура, °C       | −10   | −9,7  | −3,3  | 5,8   | 14,0 | 18,3 | 20,5 | 18,3 | 12,3 | 5,3   | −2,5  | −8    | 5,1   |
| Средний суточный минимум, °C  | −12,8 | −12,7 | −6,5  | 1,9   | 9,0  | 13,5 | 15,8 | 13,9 | 8,7  | 2,7   | −4,5  | −10,5 | 1,5   |
| Абсолютный минимум, °C        | −46,8 | −39,9 | −31,7 | −27,2 | −6,5 | −1,4 | 2,6  | 1,0  | −5,4 | −23,4 | −36,6 | −43,9 | −46,8 |
| Норма осадков, мм             | 41    | 34    | 33    | 30    | 41   | 63   | 67   | 60   | 52   | 53    | 47    | 43    | 563   |
| Источник: Погода и климат     |       |       |       |       |      |      |      |      |      |       |       |       |       |

| Показатель                        | Янв.  | Фев.  | Март | Апр. | Май  | Июнь | Июль | Авг. | Сен. | Окт. | Нояб. | Дек. | Год |
| --------------------------------- | ----- | ----- | ---- | ---- | ---- | ---- | ---- | ---- | ---- | ---- | ----- | ---- | --- |
| Средний суточный максимум, °C     | −7,8  | −7,1  | 0,3  | 9,8  | 19,1 | 22,0 | 26,0 | 23,3 | 16,6 | 9,2  | −1    | −6   | 8,7 |
| Средняя температура, °C           | −9,2  | −9,5  | −2,7 | 6,0  | 14,1 | 17,6 | 21,4 | 18,8 | 12,9 | 6,6  | −2,4  | −7,6 | 5,5 |
| Средний суточный минимум, °C      | −11,8 | −11,7 | −6,2 | 2,2  | 9,4  | 13,1 | 16,8 | 14,2 | 9,3  | 3,5  | −3,3  | −9,2 | 2,2 |
| Норма осадков, мм                 | 43    | 39    | 37   | 31   | 51   | 70   | 78   | 63   | 59   | 58   | 53    | 47   | 629 |
| Источник: www.weatheronline.co.uk |       |       |      |      |      |      |      |      |      |      |       |      |     |

### Экология

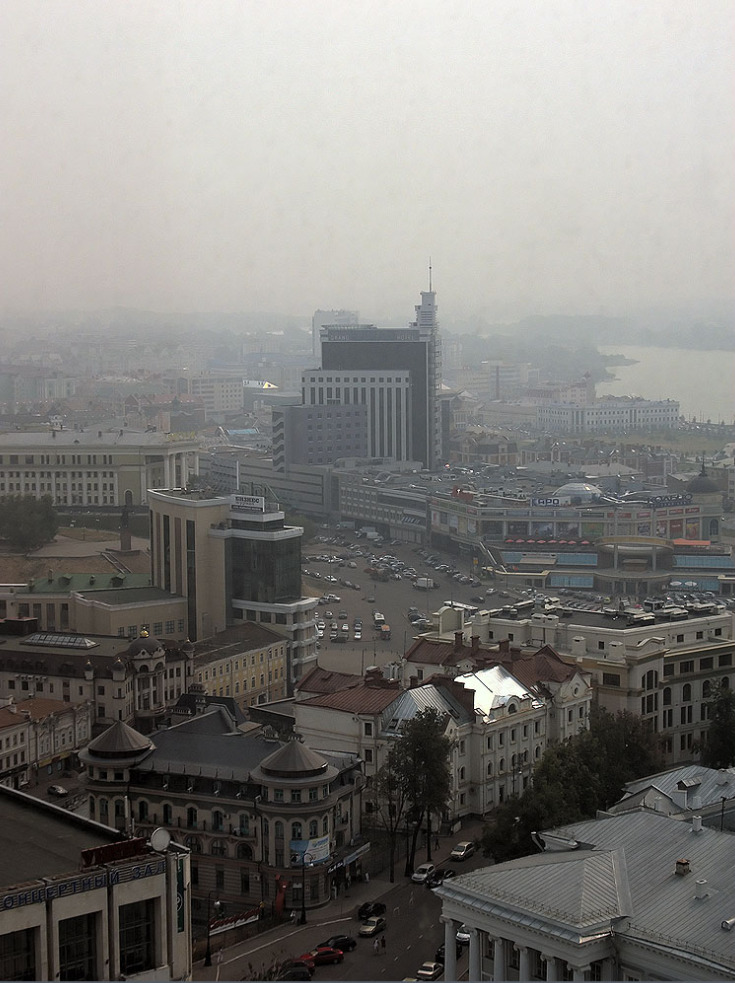
Центр Казани в дни лесных пожаров в 2010 году

Основными экологическими проблемами являются: загрязнение атмосферы, неблагополучное качество вод Волги, Казанки и прочих водоёмов в черте города, недостаточное озеленение города, а также утилизация мусора. Несмотря на неудовлетворительную ситуацию, Казань не входит в перечень городов России с наибольшим уровнем загрязнения воздуха, а также является единственным крупным городом в РФ, полностью перерабатывающим свои отходы.
В 2010 году выбросы загрязняющих веществ (ЗВ) в воздушный бассейн от стационарных источников загрязнения более чем 1700 предприятий и организаций республики, по оценочным данным, составили 255 тыс. т против 263 тыс. т в 2009 г. Общая масса выбросов от стационарных и передвижных источников составила 543,4 тыс. т., из них 47 % приходится на промышленные предприятия и 53 % — на транспорт. По степени загрязнения воздуха выделяется 11 критических зон и 3 зоны риска. К зонам риска с максимальными концентрациями вредных веществ относится северная часть Казани, где действуют такие крупные источники загрязнения, как завод Казаньоргсинтез, ТЭЦ-2 и ТЭЦ-3. Основными веществами-загрязнителями воздуха являются летучие органические соединения, оксиды азота, оксид углерода, углеводороды и диоксид серы. В 2010 году Казань особенно остро столкнулась с проблемой смога, вызванного лесными пожарами в регионе, когда ПДК по вредным веществам были многократно превышены.
Объём сбросов сточных вод в поверхностные водные объекты Казани — 254 млн м³ в год, из них 45 млн м³ приходится на промышленные предприятия. Крупнейшие сбросы воды производят МУП «Водоканал», а также завод Казаньоргсинтез и «Казанский завод синтетического каучука». Основными веществами-загрязнителями воды являются взвешенные вещества, хлориды, нитраты, нитриты, сульфаты, фосфаты и аммонийный азот. Площадь зелёных насаждений Казани — 98 км², что составляет 23 % от площади города, лишь половина от требуемой по нормативам. Количество зелёных зон составляет лишь 20 % от нормы, наиболее проблемными являются новые районы многоэтажной застройки. В Казани работают 2 полигона ТБО — «Самосырово» и по улице Химическая, при этом самосыровский полигон уже исчерпал свои возможности и требует рекультивации. Также действуют 2 мусоросортировочных комплекса суммарной производительностью 250 тыс. тонн в год.
В Казани были запущены и реализованы комплексные программы «Зелёный рекорд» и «Цветущая Казань». Ежегодно высаживается по 5 млн цветов. В рамках городского проекта «Зелёный рекорд» уложено 530 тыс. м² новых газонов, проложено 78 км автоматической поливочной системы, площадь цветочного оформления города увеличена вдвое. Новую жизнь обрела одна из достопримечательностей города — протока Булак, где был смонтирован фонтанный комплекс протяжённостью 1,4 км.
В 2011 году парк уборочной техники вырос на четверть, построены 6 стационарных пунктов и 2 передвижных снегоплавильных камеры.
В 2014 году завершено строительство трёх очистных сооружений на сетях ливневой канализации. А для того, чтобы снизить концентрацию вредных веществ в воздухе, весь общественный транспорт в Казани переведён на стандарты Евро 3 и Евро 4. На Волжском водозаборе введена в эксплуатацию электролизная установка по производству гипохлорита натрия. Это позволило отказаться от очистки воды с помощью небезопасного для здоровья хлора и перейти на европейские стандарты обеззараживания водопроводной воды.

## История

### Волжская Булгария

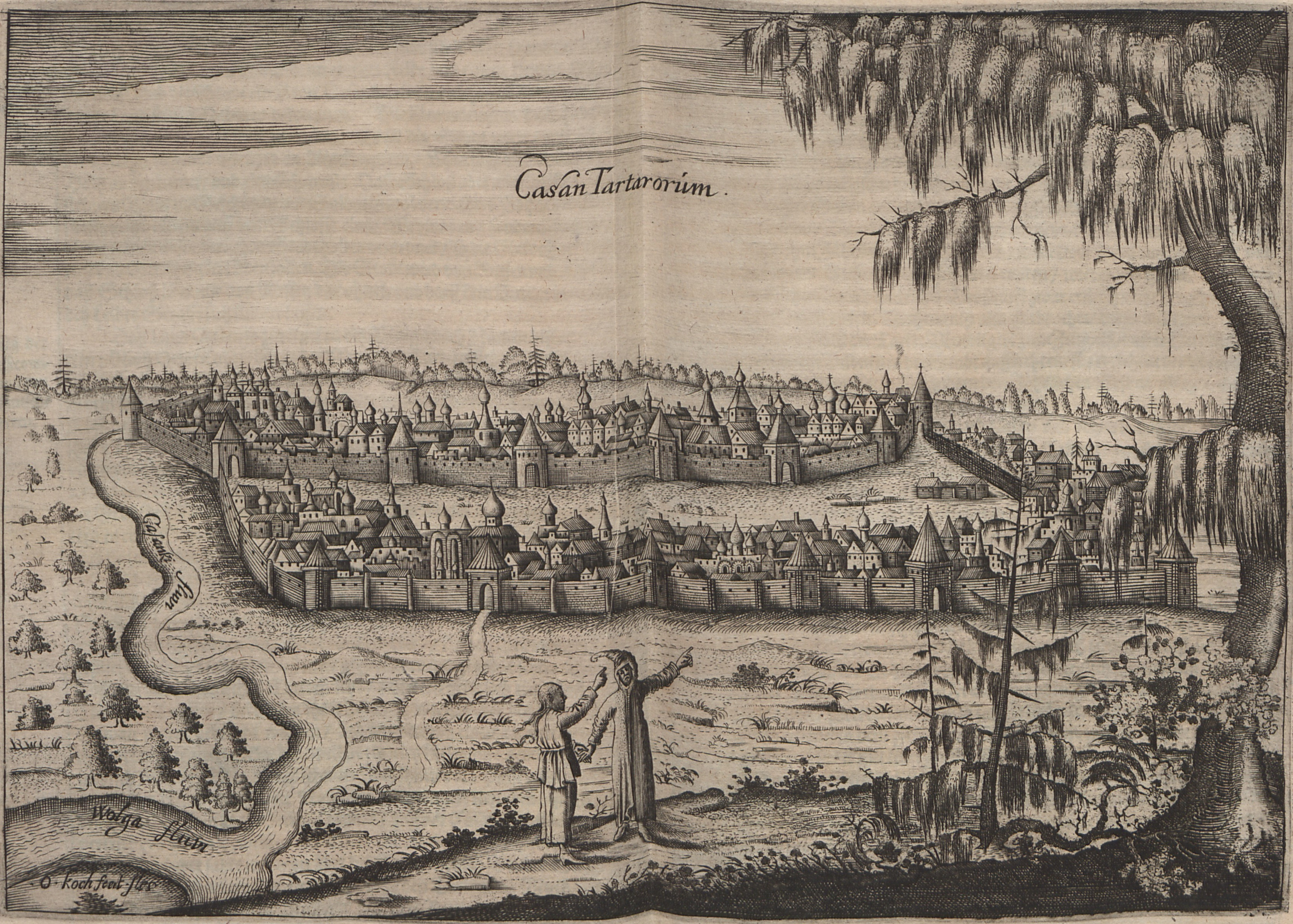
Вид города в XVII веке, гравюра А. Олеария

Согласно официальной версии, принятой в настоящее время, город был основан более 1000 лет назад. Предполагаемая дата возникновения городского поселения на месте Казани — 1004—1005 годы. Основанием для такой датировки является найденная во время раскопок на территории Казанского кремля чешская монета, датированная правлением св. Вацлава (предположительно, чеканки 929—930 годов) и ставшая самой ранней чешской монетой, остатки каменной кладки и деревянной городской ограды, предметы ремёсел и утвари (накладка венгерского типа, женские бусы и прочее), а также другие артефакты с менее явной датировкой. По официальным утверждениям, к изучению находок, имеющих отношение к возрасту Казани, были привлечены специалисты из 20 городов России и из 22 стран мира.
Казань была основана как пограничная крепость на севере Волжской Булгарии. В XIII—XIV веках Казань переживает рост, становится важным торговым и политическим центром в составе Золотой Орды. Росту города способствует и удачное географическое положение на пересечении крупных торговых путей, соединяющих Восток и Запад. Первое письменное упоминание о городе встречается в Рогожском летописце: «В лето 6899 (1391 г.)…Того же лета новгородци Новагорода Великаго да и устьюжане гражане и прочии к тому совокупившеся выидоша в насаедах и в ушкуех рекою Вяткою на низ и взяша Жукотин, и пограбиша весь, и Казань, и пакы выидоша на Волгу и пограбиша все всех, и тако поидоша прочь». В этой летописи Казань уже названа центром одного из султанатов, наряду с Болгаром, Джукетау и Керменчуком. В тот же период началась чеканка собственных монет с указанием места чеканки — «Булгар аль-Джадид», то есть Новый Булгар.

### Казанское ханство
В 1438 году булгарская крепость Казань (Иске-Казань) была захвачена свергнутым золотоордынским ханом Улу-Мухамеддом, который убил местного князя Лебедия и перенёс крепость на современное место (по русским летописям). Город стал столицей Казанского ханства. Развивалось производство кожаных, гончарных изделий, оружия. Казань имела торговые связи с Москвой, Крымом, Турцией и другими регионами.
Около 1469 года город посетил Афанасий Никитин, упомянувший его в своих путевых записках «Хожение за три моря».
Череда войн с Московским княжеством сначала вынудила Москву платить дань Казанскому ханству и привела к взятию Казани войсками Ивана Грозного в 1552 году, с последующим разрушением большей части города и переселением татар на болотистые берега озера Кабан, где была заложена Старо-татарская слобода Казани. После окончательного подавления восстаний в Казанском крае у города началась новая эпоха в истории — в составе Русского царства.

### В составе России

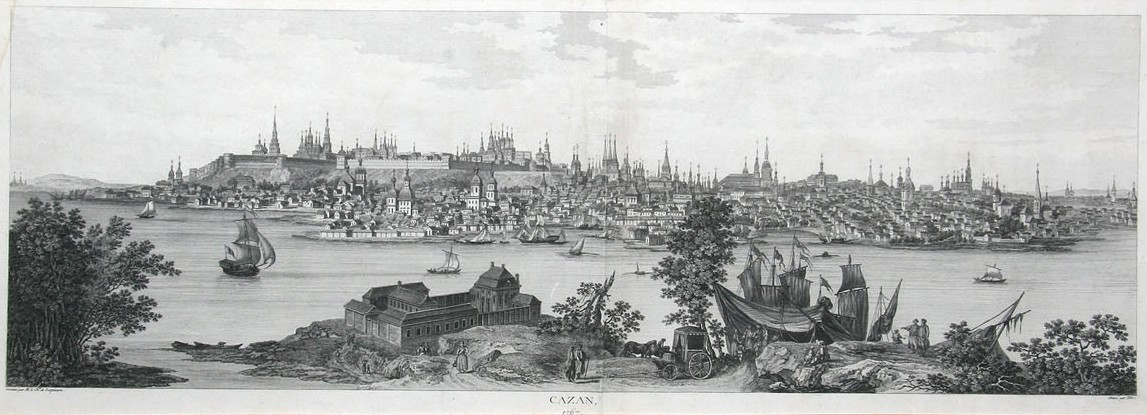
Вид города в XVIII веке, гравюра Ф. Дени Не

В 1556 году началось строительство нового, белокаменного Кремля, в опустевший город (татарам было запрещено селиться ближе 30 вёрст от города) вселили 7 тысяч русских, которых по приказу Ивана Грозного переселяли целыми слободами из разных русских городов, а казанские татары были выселены за стену деревянного посада Казани, за проток Булак, положив, таким образом, начало уникальной территории старой Казани — Старо-Татарской слободе. На рубеже XVI и XVII столетий в Казани была основана одна из первых в России типографий. В XVII веке в городе наблюдался экономический рост, были заложены ремесленные слободы, появились первые мануфактуры. В 1708 году Казань стала столицей крупной Казанской губернии. С 1760-х годов застройка города принимает упорядоченный характер, появились деревянные мостовые, мосты через Булак и Казанку. Всего в Казани к концу XVIII века проживало около 22 тысяч человек, а с пригородными слободами — более 40 тысяч, и из них только около десяти процентов — татары. Город стал образовательным и культурным центром Поволжья: в 1758 году в Казани открылась первая в России провинциальная гимназия, в 1771 году — первые медресе, в 1791 году появился постоянный театр. Важным событием стало учреждение в 1804 году Казанского университета — третьего в России, закрепившего за городом статус крупного научного центра. Во второй половине XIX века произошли существенные изменения в инфраструктуре Казани: появились газовое (1874 г.) и электрическое (1897 г.) освещение, конка (1875 г.) и электрический трамвай (1899 г.), телеграф (1859 г.) и телефон (1881 г.), в 1894 году Казань была соединена с Москвой железной дорогой.

### XX век по наше время

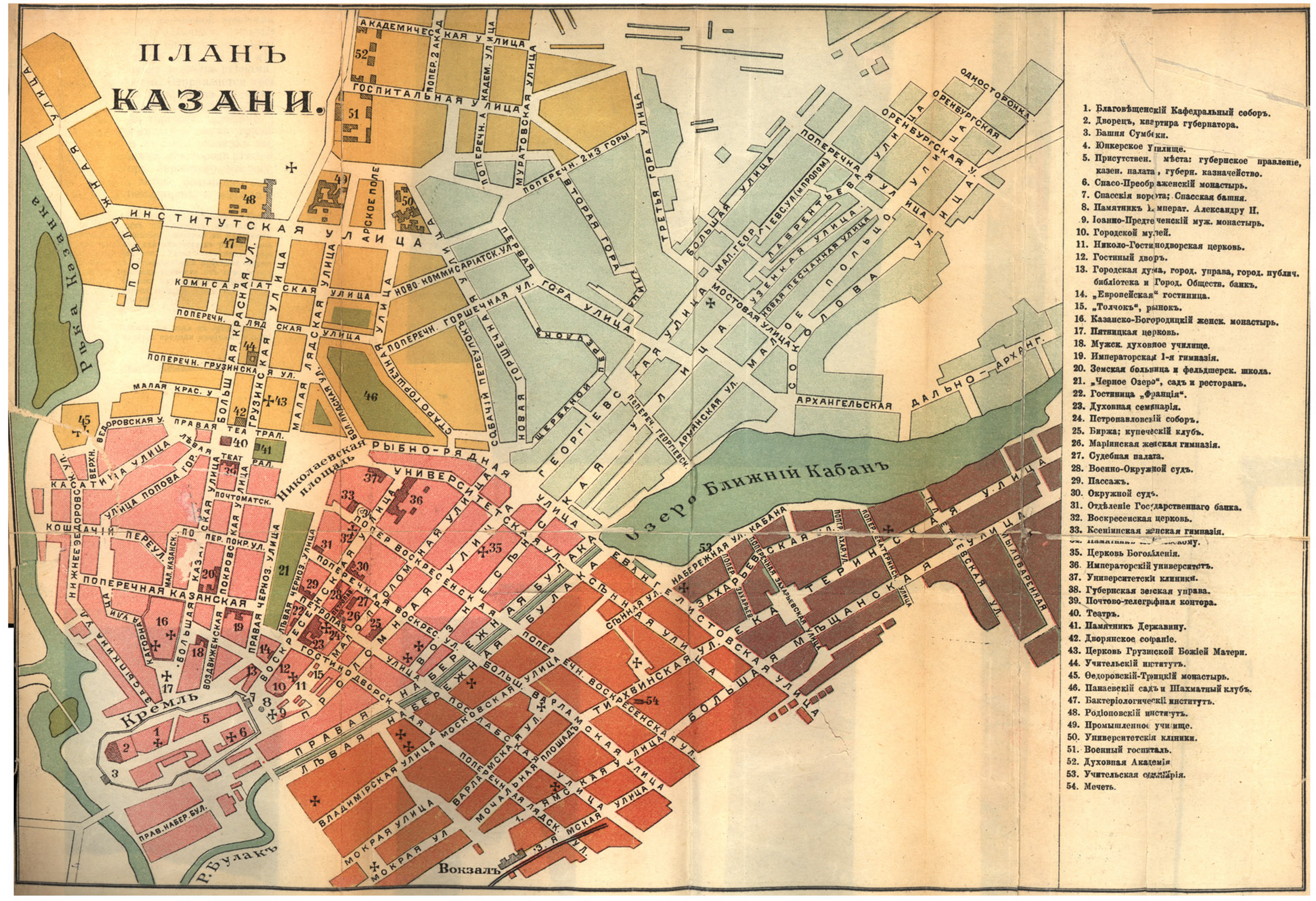
План Казани 1903 года. Безчинский А. Я. «Путеводитель по Волге». — Москва: Т-во И. Н. Кушнерев и К°, 1903

В XX веке город ожидали большие потрясения. Казань стала одним из центров революции, в 1918 году за город в ходе гражданской войны велись ожесточённые бои. В 1920 году был подписан Декрет об образовании Автономной Татарской Социалистической Советской Республики со столицей в Казани. В 1930-е годы началась интенсивная индустриализация города, сопровождавшаяся быстрым ростом населения. Были построены новые предприятия, введены в строй новые теплоэлектроцентрали. В годы Великой Отечественной войны в Казань были эвакуированы крупные заводы (в том числе Московский авиазавод имени С. П. Горбунова, Воронежский моторостроительный завод), переброшена часть Академии наук СССР, промышленные предприятия были переведены на производство военной продукции для нужд фронта.
После Великой Отечественной войны продолжилось активное развитие города, в 1979 году население города превысило 1 миллион человек.
В 1990 году город был объявлен столицей суверенной Республики Татарстан. С начала рыночной эпохи в 1990-е годы Казани удалось стать одним из важнейших межрегиональных политических, финансовых, спортивных, туристических центров страны. Вместе с тем, вплоть до начала 2000-х годов Казань пользовалась дурной славой одного из самых криминальных городов России. В списке российских городов по численности населения город поднялся на 5-е место. В 2005 году было торжественно отпраздновано тысячелетие Казани, к которому были сооружены Казанский метрополитен, мост Миллениум и ряд других объектов. Казанский кремль стал объектом-памятником ЮНЕСКО, город стало посещать около миллиона туристов в год.
В 2021 году общественные пространства Казани признаны самыми благоустроенными и ухоженными в России. В 2024 году признана лучшим городом России по качеству городского хозяйства.
В 2024 году в городе проводились международные «Игры БРИКС», XVI Саммит Стран БРИКС, Международный Бизнес-Форум «РОСТКИ: Россия и Китай — взаимовыгодное сотрудничество».

## Административное устройство

### Административное деление
Территория города республиканского значения Казань делится на 7 административно-территориальных единиц — районов (районов в городе), не являющихся муниципальными образованиями.
1. Авиастроительный
2. Вахитовский
3. Кировский
4. Московский
5. Ново-Савиновский
6. Приволжский
7. Советский

С конца 2010 года объединены администрации следующих районов:
- Ново-Савиновский и Авиастроительный (на базе Ново-Савиновской администрации)
- Приволжский и Вахитовский (на базе Приволжской администрации)
- Московский и Кировский (на базе Кировской администрации)[42]

Каждый из районов делится на несколько не имеющих администраций учётных жилых комплексов. В периферийных посёлках организованы органы местного самоуправления. Крупнейшим по территории районом является Приволжский, наибольшим по численности населения — Советский, наименьшим по территории и самым плотнонаселённым — Ново-Савиновский, наименьшим по численности населения — Вахитовский. Два района имеют крупные периферийные посёлки-эксклавы — Советский (посёлок Дербышки) и Кировский (посёлок Юдино). В Казани расположены органы власти городского муниципального образования, а также Республики Татарстан.

### Мэр и Городская дума
Главой города является мэр. Должность мэра в Казани является избираемой депутатами Городской думы из своего числа. С 17 ноября 2005 года эту должность занимает И. Р. Метшин. До этого с 1990-х должность мэра Казани занимал Камиль Исхаков.
Свои сессии Дума проводит в городской Ратуше. Городская дума является нормотворческим органом города Казани, выборы в Думу проводятся раз в 5 лет. Председателем Городской думы является мэр, помимо него в Президиум Думы входят также два его заместителя, старший по возрасту депутат и главы семи постоянных комиссий:
- по социально-экономическому развитию и муниципальной собственности
- по бюджетно-финансовым вопросам, местным налогам и сборам
- по образованию, делам детей и молодёжи, физической культуре и спорту
- по градостроительству и жилищно-коммунальному хозяйству
- по социальной защите, культуре и национальным вопросам
- по экологии и охране здоровья горожан
- по вопросам законности, правопорядка и местному самоуправлению

### Исполнительный комитет
Комитет представляет собой муниципальный орган исполнительной власти. Руководитель Исполкома с 21 октября 2020 года — Р. Г. Гафаров. В обязанности руководителя входит управление деятельностью администраций семи районов города, аппарата Исполкома, а также входящих в его состав структурных подразделений.

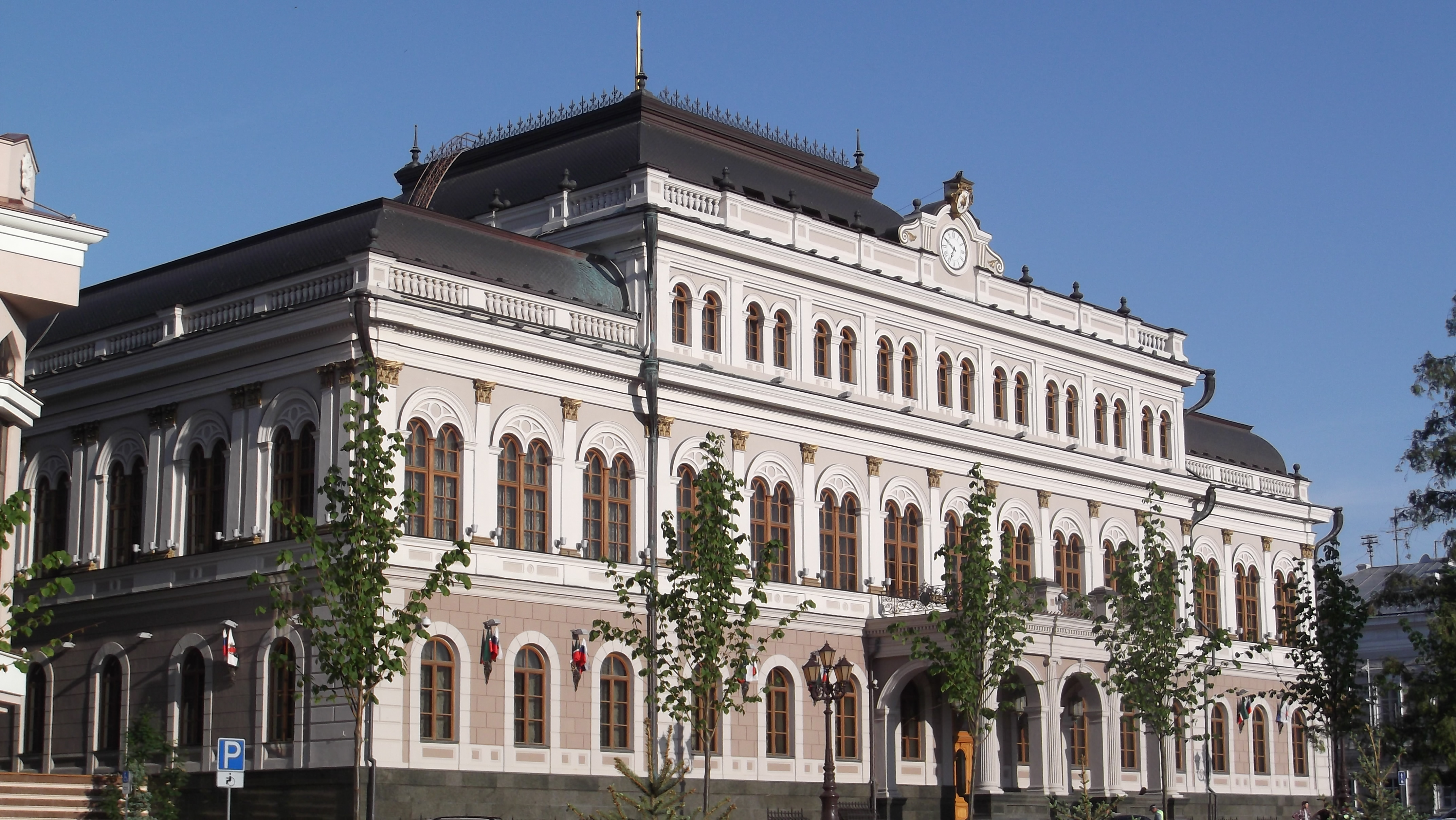
Казанская ратуша
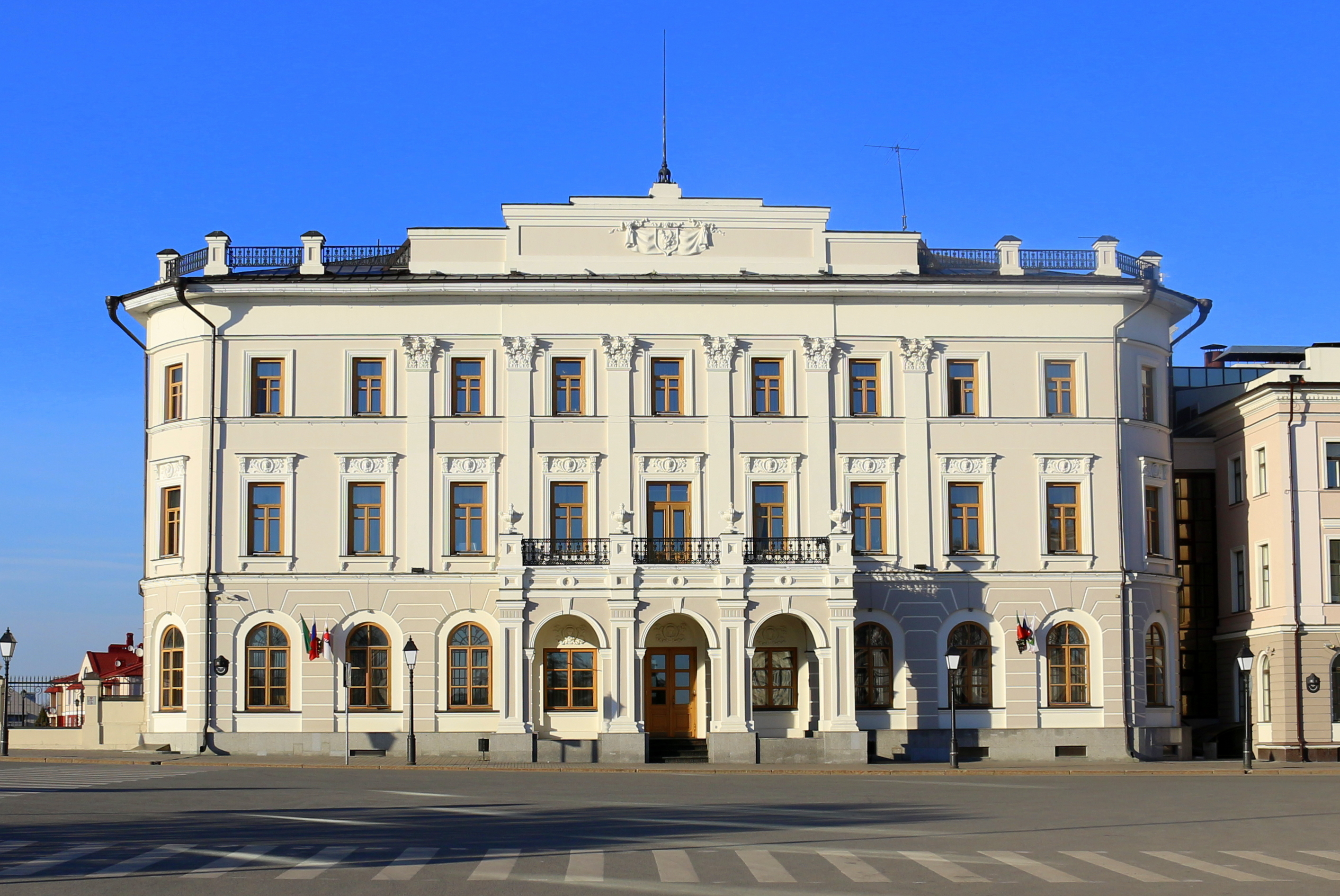
Мэрия Казани
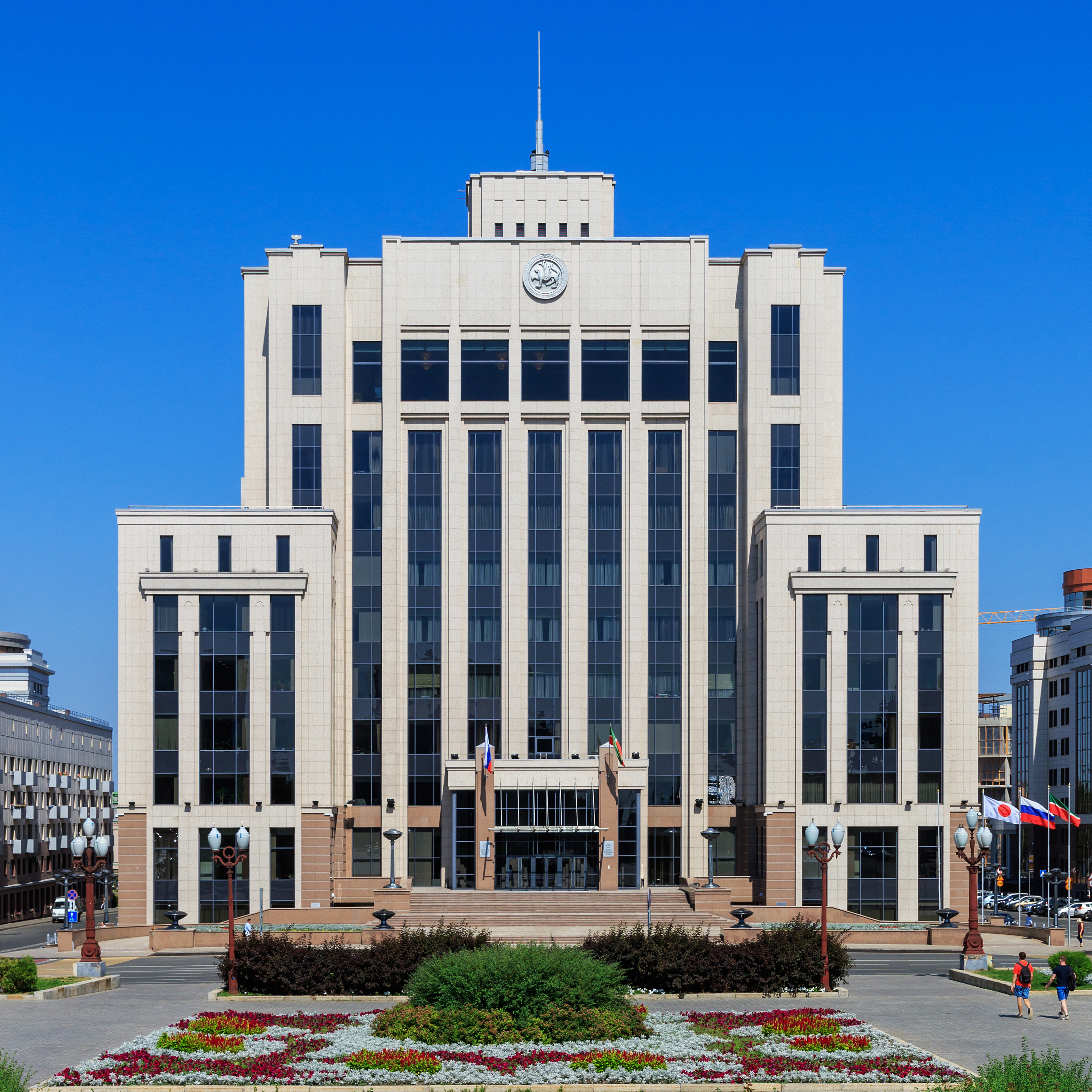
Здание Кабинета Министров Республики Татарстан
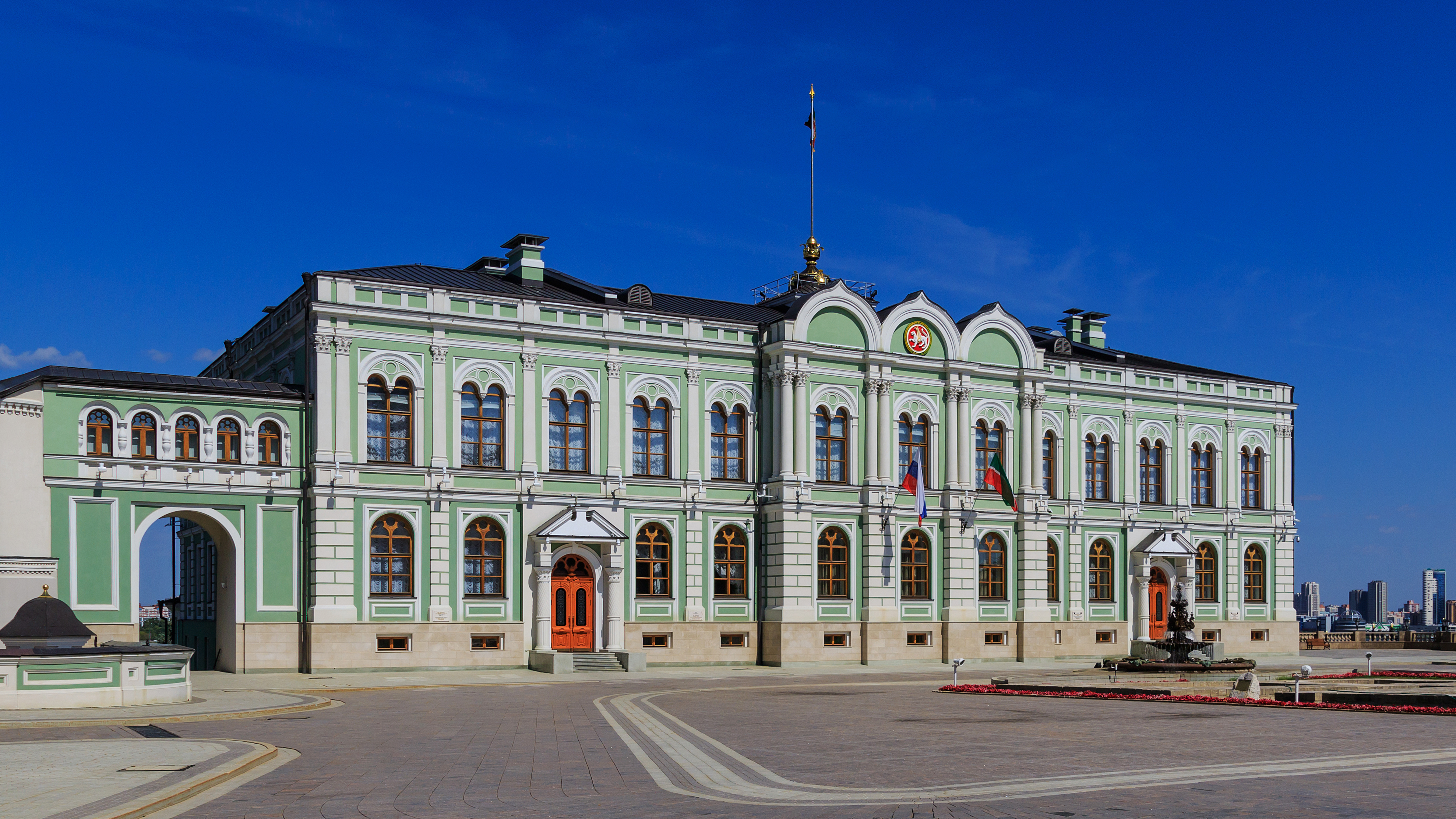
Губернаторский дворец Республики Татарстан

### Официальные символы города
Историческим символом Казани является мифическое драконоподобное существо Зилант, часто упоминаемое в легендах. Например, когда многочисленные змеи и рептилии сильно мешали развитию города, охотники отправились на поиски Царя змей и победили его, по другой версии, жители города откупились от гигантского змея золотом, после чего все змеи покинули город. Другая легенда утверждает, что гигантский драконоподобный змей всегда сторожил ханские сокровища, и что он и по сей день охраняет спрятанные перед захватом города богатства в потаённых пещерах. Исторически достоверно, что змеи некогда были многочисленны в казанском регионе, но затем число их резко сократилось. Первый официальный герб Казани был утверждён 18 октября 1781 года и описывался, как «змий чёрный под короною золотой, Казанской, крылья красные, поле белое». В 1926 году в стране был введён запрет на подобную геральдику. В 1980-е годы вновь заговорили о гербе Казани, а в 1990-е годы казанский Зилант в различных начертаниях стал фигурировать в печатных изданиях. Современная графика герба и флага появились в 2005 году — в серебряном поле на зелёной земле чёрный дракон с червлёными крыльями и языком, с золотыми лапами, когтями и глазами, увенчанный золотой короной. Щит увенчан Казанской шапкой. По традициям геральдики, дракон символизирует мощь, мудрость и непобедимость, земля — жизнь и богатство, корона — развитость, а шапка над щитом — столичность города.

### Международная деятельность
Казань ведёт активную международную деятельность. В городе находятся иностранные дипломатическо-торгово-культурные представительства, Казанский кремль и Институт культуры мира состоят под эгидой ЮНЕСКО, город участвует в побратимско-партнёрских движениях, является членом всемирных организаций городов. В Казани проводились саммит глав СНГ, саммит служб безопасности мира, саммит БРИКС и проводятся другие важные форумы, конференции и мероприятия мирового уровня. В столицу республики, как в мало какие другие города страны, нанесли визиты глава Китая, госсекретарь США, около трёх десятков президентов и премьеров иностранных государств. Реконструированный в 2005 году, международный аэропорт обеспечивает полёты в десятки городов разных стран, принимая в том числе крупнейшие авиалайнеры (класса Боинг 747), и поэтапно перестраивается в потенциальный хаб к Универсиаде-2013 и Мундиалю-2018; организовано международное железнодорожное сообщение из города.

## Население и агломерация
| 1557       | 1800       | 1811       | 1840       | 1856       | 1858       | 1863       | 1897       | 1907       | 1914       |
| ---------- | ---------- | ---------- | ---------- | ---------- | ---------- | ---------- | ---------- | ---------- | ---------- |
| 7000       | ↗40 000    | ↗53 900    | ↘41 300    | ↗56 300    | ↗61 000    | ↗63 100    | ↗130 000   | ↗161 000   | ↗194 200   |
| 1917       | 1920       | 1923       | 1926       | 1931       | 1933       | 1937       | 1939       | 1956       | 1959       |
| ↗206 562   | ↘146 495   | ↗157 600   | ↗175 597   | ↗200 900   | ↗258 700   | ↗358 592   | ↗398 014   | ↗565 000   | ↗646 806   |
| 1962       | 1964       | 1966       | 1967       | 1970       | 1973       | 1975       | 1976       | 1979       | 1982       |
| ↗711 000   | ↗742 000   | ↗804 000   | ↗821 000   | ↗868 537   | ↗919 000   | ↗959 000   | →959 000   | ↗992 675   | ↗1 023 000 |
| 1985       | 1986       | 1987       | 1989       | 1990       | 1991       | 1992       | 1993       | 1994       | 1995       |
| ↗1 051 000 | ↗1 060 000 | ↗1 068 000 | ↗1 094 378 | ↘1 094 000 | ↗1 105 000 | ↘1 104 000 | ↘1 098 000 | ↘1 092 000 | ↘1 076 000 |
| 1996       | 1997       | 1998       | 1999       | 2000       | 2001       | 2002       | 2003       | 2004       | 2005       |
| →1 076 000 | ↗1 085 000 | ↘1 078 000 | ↗1 100 800 | ↗1 101 000 | ↘1 090 200 | ↗1 105 289 | ↗1 105 300 | ↗1 106 900 | ↗1 110 000 |
| 2006       | 2007       | 2008       | 2009       | 2010       | 2011       | 2012       | 2013       | 2014       | 2015       |
| ↗1 112 700 | ↗1 116 000 | ↗1 120 238 | ↗1 130 717 | ↗1 143 535 | ↗1 145 424 | ↗1 161 308 | ↗1 176 187 | ↗1 190 850 | ↗1 205 651 |
| 2016       | 2017       | 2018       | 2019       | 2020       | 2021       | 2023       | 2024       | 2025       |            |
| ↗1 216 965 | ↗1 231 878 | ↗1 243 500 | ↗1 251 969 | ↗1 257 391 | ↗1 308 660 | ↗1 314 685 | ↗1 318 604 | ↗1 329 825 |            |

Казань — крупнейший город Поволжского экономического района и Приволжского федерального округа.
Вокруг Казани сложилась компактная пространственная группировка поселений, составляющих одну из крупнейших городских агломераций РФ. Разработанный в 2009 году Министерством экономики Республики Татарстан Проект Концепции территориальной экономической политики Республики Татарстан вводит понятие Казанской агломерации (территориально совпадает со Столичным экономическим районом Республики Татарстан), куда помимо Казани входят 6 муниципальных районов республики. Согласно Схеме территориального планирования Республики Марий Эл в состав Казанской агломерации включают также города Волжск и Звенигово. Общее население агломерации — 1,56 млн чел. За чертой города в пределах его агломерации планируется фактическое разрастание Казани в западном направлении: Залесный — Ореховка — Васильево. Посёлок коттеджной застройки Ореховка появился на рубеже 2000-х и 2010-х годов в середине данного направления. С 2012 года по соципотечной программе начинается сооружение 100-тысячного «спального» многоэтажного города-спутника «Салават Купере» между Залесным и Ореховкой. В дальнейшем планируется также создание после Васильево 150-тысячного города-спутника «Зелёный Дол».
Динамика
Будучи основанной в качестве северо-западного форпоста булгар, Казань на протяжении долгого времени не играла весомой роли в жизни Волжской Булгарии, в связи с чем невозможно сколь-либо точно оценивать население города. Первые оценки численности населения Казани относятся к эпохе Казанского ханства: к середине XVI века в городе проживало приблизительно от 25 000 до 100 000 человек, преимущественно татар по национальности. Последовавшее взятие города в 1552 году сопровождалось полным разорением и депопуляцией, население Казани упало во многие разы, при этом также резко меняется и национальный состав города: он становится преимущественно русским. В 1907 году из казанцев 81,7 % были русскими. С революцией и последовавшей за ней Гражданской войной связан ощутимый демографический провал: за 3 года население сокращается более, чем на четверть. На протяжении всего советского этапа истории Казань испытывает значительный рост, 16 ноября 1979 года рождается миллионный житель города. Вместе с ростом также происходит выравнивание долей русского и татарского населения до паритетных значений, во многом из-за преобладания татар в сельских районах ТАССР, откуда происходила миграция в город.
Депопуляция, наблюдавшаяся с начала 1990-х годов почти во всех российских городах, включая города-миллионеры, в Казани не проявилась, и город продолжил рост. Хотя рождаемость продолжала оставаться ниже смертности вплоть до 2009 года (когда был зафиксирован естественный прирост населения), итоговый рост населения города был связан с миграционным притоком и включением в черту города новых посёлков. При этом численность населения присоединённых территорий была 20,2 тыс. чел., а рост населения города составил 52 тыс. чел. Темпы роста рождаемости в городе стали одними из самых высоких в мире за последние 20 лет: если в 2000 году родилось 8 834 ребёнка, то в 2016 году — уже 24 564 ребёнка, то есть рождаемость выросла за эти годы в 2,78 раза.

### Национальный состав
Казань является одной из самых многонациональных территорий России: представители свыше 115 национальностей проживают на территории города. По переписи населения 2020 года крупнейшей национальностью в Казани являются татары (608 519 чел.), далее следуют русские (584 232 чел.), чуваши (9470 чел.), узбеки (6473 чел.), таджики (4193 чел.), азербайджанцы (4085 чел.) и другие.
По переписи населения 1989 года: русские — 54,7 %, татары — 40,5 %, чуваши — 1,1 %, украинцы — 1,0 %.
По переписи населения 1920 года: русские — 73,95 %, татары — 19,43 %, евреи — 3,47 %, чуваши — 0,4 %.

### Преступность
В конце 1980-х — начале 1990-х годов широкую известность приобрёл термин «казанский феномен», возникший в криминологии в конце 1970-х годов. Термин означал преступные молодёжные группировки, возникавшие по территориальному принципу в Казани. В 1978 году в городе прошёл первый за полстолетия судебный процесс, на котором подсудимые были осуждены по статье 77 УК РСФСР — «бандитизм». Впоследствии Казань получила репутацию одного из криминальных центров СССР и РФ. Во второй половине десятилетия многие лидеры ОПГ были осуждены. Причиной возникновения «казанского феномена» социологи называют то, что столица Татарской АССР сильно отставала в организации социальной инфраструктуры, рассчитанной на обслуживание подростков. В 1987 году о казанских подростковых группировках был снят документальный фильм «Страшные игры молодых». Всего за 2010 год в Казани зарегистрировано 23 230 преступлений. За год было совершено 82 убийства, раскрываемость которых составила более 90 %. Также зарегистрировано 588 квартирных краж и 1488 случаев незаконного оборота наркотиков, 5639 фактов уличных преступлений.
В Казани проживал известный серийный убийца СССР 1970-х — 1980-х годов — маньяк-каннибал Алексей Суклетин, убивший и съевший 7 женщин и девочек вместе со своей сообщницей Мадиной Шакировой. В 1985 году маньяк был арестован. Суклетин был приговорён к смертной казни и в 1987 году расстрелян по приговору суда.
11 мая 2021 года в гимназии № 175 произошло массовое убийство, в результате которого 9 человек погибли, а 32 были ранены.

## Экономика
Казань — один из крупнейших промышленных, финансовых, торговых и туристических центров России, лидирующий по инвестициям в основной капитал и строительству город Поволжья. В 2017 году валовой продукт города составил 752,5 млрд рублей, объём отгружённой продукции составил 428,3 млрд рублей, оборот розничной торговли — 524,4 млрд рублей.
Долгосрочный кредитный рейтинг Казани подтверждён агентством Fitch на уровне BB-.
Промышленную основу города составляют машиностроение, химическая и нефтехимическая промышленность, лёгкая и пищевая промышленность. Среди крупнейших предприятий Казани выделяются масштабный химический комплекс Казаньоргсинтез, старейший в России Казанский пороховой завод и уникальный в России кластер сразу трёх предприятий авиационной промышленности — заводы самолётостроения КАПО (производитель крупнейшего в мире стратегического бомбардировщика Ту-160), вертолётостроения КВЗ и двигателестроения КМПО.
В Казани находятся штаб-квартиры 6 компаний, входящих в топ-500 крупнейших по выручке предприятий России. Суммарная площадь городских бизнес-центров составляет 330 тысяч м², из них к классам «A» и «B» относятся 127 тыс. м². По совокупному капиталу собственных банков Казань занимает 3-е место в России, уступая лишь Москве и Санкт-Петербургу.
Инновационная экономика в Казани представлена крупнейшим в России ИТ-парком, а также одним из самых больших в Европе технопарком «Идея». В Казани действует единственная за пределами Москвы электронная торговая площадка по размещению заказов для федеральных нужд. На протяжении всего постсоветского периода Казань является лидером по жилому строительству в Поволжье и одним из лидеров в России как по государственным программам ликвидации ветхого жилья ранее и социальной ипотеке затем, так и коммерческого жилья. Особенно широко реализованная в Казани, республиканская программа ликвидации ветхого жилья была пилотной и практически уникальной в России.
По обеспеченности современными торговыми центрами (в том числе почти всех действующих в России международных сетей) Казань занимает лидирующие позиции в России. В 2010 году оборот розничной торговли составил 259 млрд рублей. Помимо торговых, в городе появились другие крупные объекты транснациональных и отечественных компаний, такие как гостинично-торгово-развлекательный комплекс «Корстон» (место проведения деловых форумов), гостинично-аквапарковый комплекс «Ривьера», Казанский океанариум и др. Согласно оценкам, сделанным в докладе Всемирного банка и Международной финансовой корпорации «Ведение бизнеса в России — 2009», Казань лидирует по уровню благоприятности условий для ведения бизнеса, опережая многие крупнейшие города, включая Санкт-Петербург и Москву. В рейтинге «Лучшие города для бизнеса» Forbes в 2010 году Казань заняла 15 место среди российских городов входящих в рейтинг (в 2008 году — 3 место, в 2009 году — 2 место).
В 2012 году Казань заняла 6-е место в Рейтинге качества городской среды, составленном Министерством регионального развития РФ, Российским союзом инженеров, Федеральным агентством по строительству и жилищно-коммунальному хозяйству, Федеральной службой по надзору в сфере защиты прав потребителей и благополучия человека, а также Московским государственным университетом им. М. В. Ломоносова.
В 2019 году в Казань приехало 3,5 миллиона туристов. В любое время года многочисленные туристы активно посещают Казанский кремль, памятник Всемирного наследия ЮНЕСКО, и многочисленные прочие достопримечательности Казани, а также окрестностей. Цирк, горнолыжно-спортивный комплекс «Казань» и гостинично-аквапарковый комплекс «Ривьера» работают в значительной мере на жителей республики и соседних регионов. С целью развития туризма и привлечения дополнительных инвестиций администрацией Казани на учреждённое ею ОАО «Миллениум Зилант Сити» в Роспатенте до 2017 года зарегистрированы товарные знаки «Третья столица России», «Третья столица», «Третий город России», «Третий город», а также «Russia’s third capital». Казань официально признана «гастрономической столицей России». 20 января 2021 года товарный знак был выдан федеральной службой по интеллектуальной собственности.
Гостиничный комплекс Казани представлен 161 гостиницей на 7400 номеров (16137 мест), включая 34 хостела.
В 2015 году коэффициент обеспеченности номерами в Казани составляет 7,4 номера на 1000 человек.
В 2015 году в целях развития туристической привлекательности в Казани прошли Фестиваль школ-студий балета Аллы Духовой TODES, гастрономический фестиваль «Вкусная Казань», Вторая Казанская Звёздная Велоночь, Международная художественная выставка «United Buddy Bears — The Minis in Kazan» под девизом «искусство и толерантность», Первый Международный фестиваль аргентинского танго — FUEGO DE LA NOCHE KAZAN. В рамках проекта «I help» состоялся флешмоб «Обними Кремль». В 2015 году Казань посетило 2,1 млн туристов.
В 2015 году Казань выиграла всероссийский грант на создание экскурсионного вело-маршрута «Удивительная Казань». Маршрут велосипедной экскурсии «Удивительная Казань» закольцован, начинается и заканчивается у стен Казанского Кремля и проходит через все значимые объекты исторического центра Казани. 23 октября 2015 года состоялось его официальное открытие. В

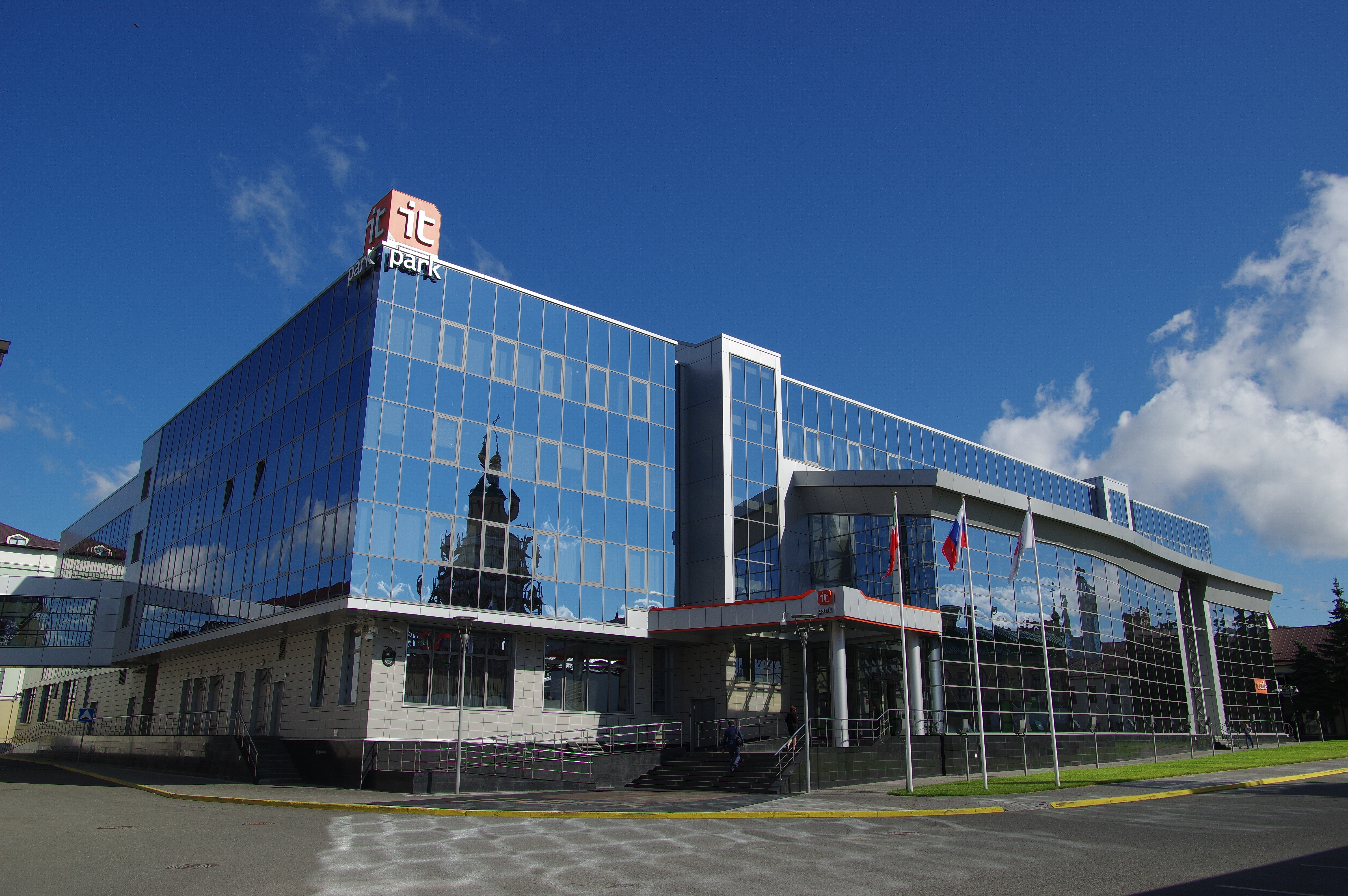
Здание ИТ-парка в Казани
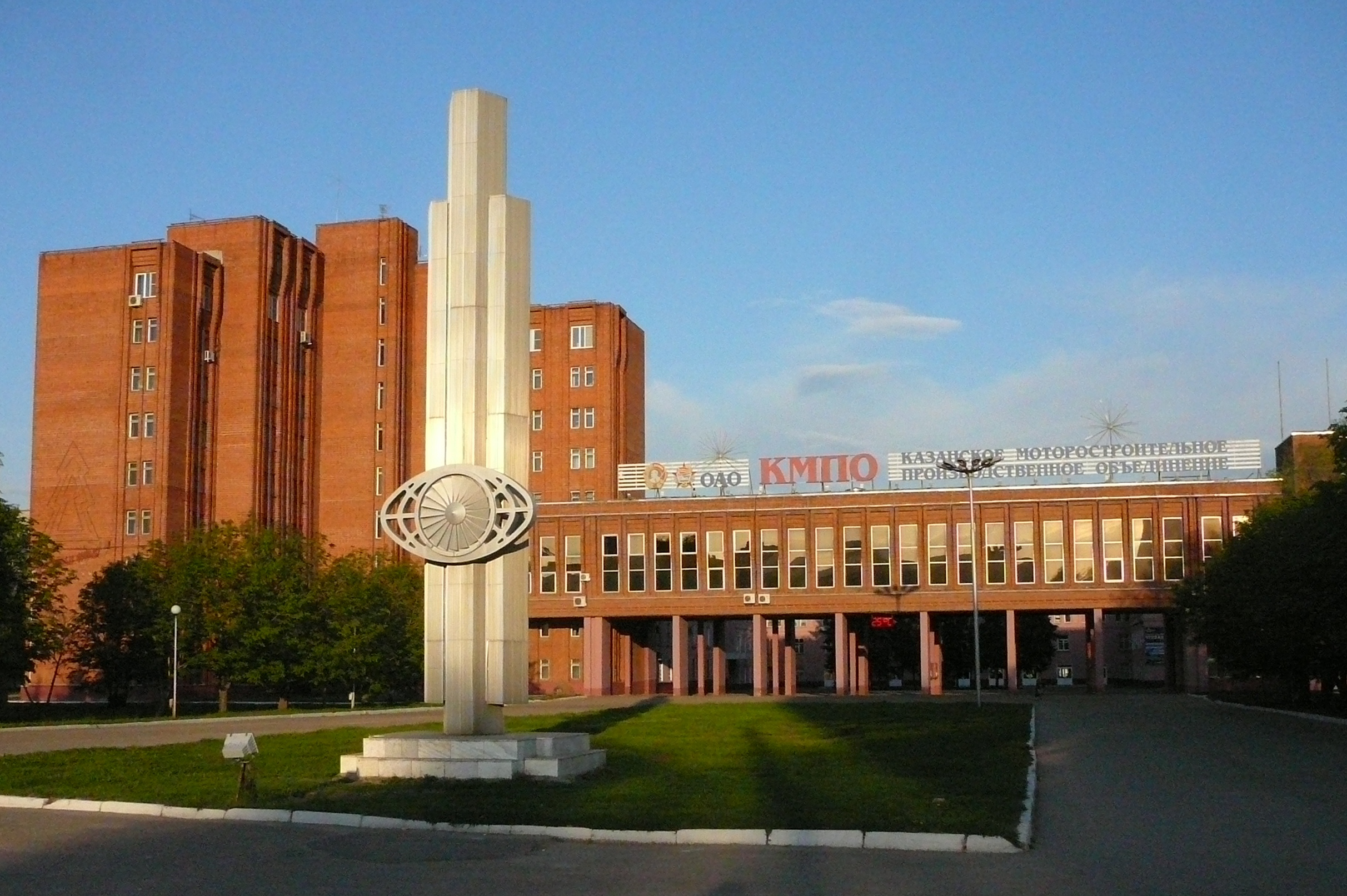
Казанское моторостроительное производственное объединение
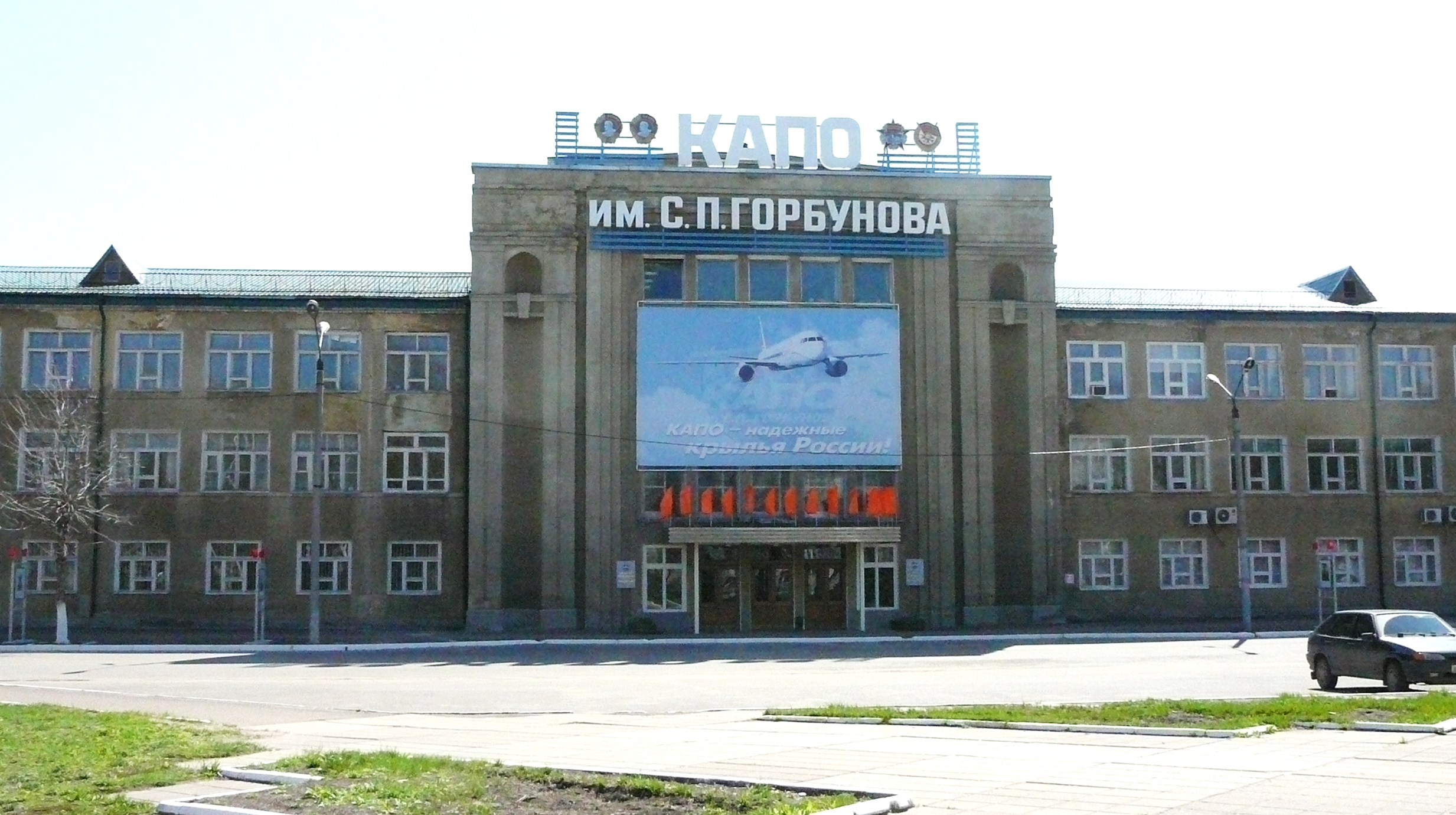
Казанский авиационный завод имени С. П. Горбунова
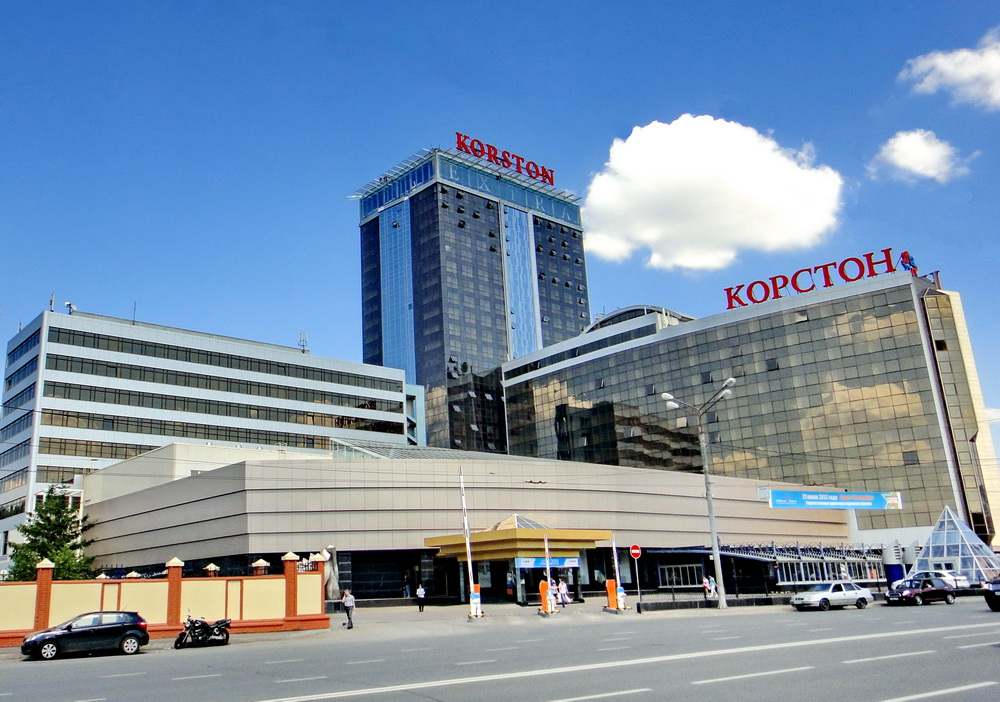
Гостиничный торгово-развлекательный комплекс Корстон

## Транспорт
Казань является одним из крупнейших транспортных и логистических узлов России. Через город проходят федеральные трассы M7 (E 22) «Волга», Р239 и Р241. В Казани пересекаются железнодорожные пути, идущие на Ижевск, Пермь, Екатеринбург, Ульяновск, Бугульму, Уфу, Нижний Новгород, Москву, Яранск, Киров. В непосредственной близости от города проходит автодорога Р175, а также федеральная трасса M12 «Восток». Транспортными воротами города являются:
- международный аэропорт «Казань»
- железнодорожные вокзалы Казань-1 и Казань-2, а также транспортно-пересадочный узел «Компрессорный»
- автовокзалы «Центральный», «Южный», «Восточный» и автостанция при ЖД вокзале Казань-2
- речной порт и речной вокзал

Общественный транспорт и личные автомобили являются в Казани основными видами транспорта. По итогам 2019 года количество автомобилей в Казани составило 355,5 автомобиля на тысячу жителей и продолжает расти. Подобное количество автотранспорта вызывает традиционные заторы в «часы пик» на всех основных магистралях города. В 2015 году в Казани были введены платные парковки.

### Городской общественный транспорт
Общественный транспорт в Казани перевозит до 1,5 миллиона пассажиров в день. Самым популярным видом общественного транспорта является автобус, имеющий 93 маршрута, — им перевозится 79 % пассажиров. На долю нескольких маршрутов трамвая приходится 7 % перевозок, 10 маршрутов троллейбуса — 14 %. На всём общественном транспорте действуют общегражданские и льготные электронные транспортные смарт-карты. Также в городе действуют несколько десятков служб такси.
Претендовать на строительство метрополитена Казани позволило рождение миллионного жителя города ещё в 1979 году, однако указ о строительстве был подписан лишь в 1996 году. Седьмой в России, Казанский метрополитен был торжественно открыт 27 августа 2005 года во время празднования Тысячелетия города. Первоначально он использовался больше как туристическая достопримечательность, а не как вид городского транспорта, количество пассажиров было совсем незначительно, однако с пуском 6-й и особенно 7-й станций одной линии метрополитена «Проспект Победы» и «Козья Слобода» пассажиропоток в метро резко увеличился — до 75 тысяч в день в среднем (2011) и 105 тысяч в некоторые дни. Казанское метро, впервые в России и СНГ имеющее оплату проезда по электронным смарт-жетонам (помимо также смарт-карт), поезда только с передовыми экономичными асинхронными двигателями на переменном токе и несколько систем связи, автоматизации и безопасности, в 2006 году признано специалистами как самое современное и безопасное на территории постсоветского пространства. К Универсиаде 2013 открыты ещё 3 новые станции метро. К Тысячелетию в Казани был также сооружён автодорожный мост Миллениум, ставший символом праздника и символом самого города.
В 2007 году система автобусного сообщения в городе была радикально пересмотрена. Помимо уменьшения, изменения и перенумерации по № 99 маршрутов движения, транспортная реформа предусматривала почти полное обновление автобусного парка с преимущественно малых и особо малых маршрутных такси на большие, средние и малые автобусы — низкопольные и полунизкопольные (более удобные для пожилых, инвалидов и других маломобильных групп населения), с экологическим стандартом двигателя Евро-3, с единообразной окраской красного цвета. Движение всех автобусов отслеживается с помощью автоматизированной системы управления, основанной на спутниковой навигации, что также доступно любому пользователю Интернета (). Пилотная в России, реформа была осуществлена по инициативе казанского градоначальника Метшина И. Р. и позже была удостоена национальной транспортной премии «Золотая колесница», а Казань обрела определение как «город красных автобусов». К 2013 году проведена закупка нового парка общественного транспорта: в общей сложности получено 484 новых автобуса, 40 новых трамваев (20 АКСМ-843 и 20 АКСМ-62103), 41 троллейбус Тролза-5275.03 «Оптима», 9 поездов метро (вагоны 81-740/741 «Русич» последней модификации). В ближайшее время на дороги должны выйти ещё 10 трамваев и 40 единиц троллейбусов. Также в Казани, как и в целом по Татарстану, стартовал пилотный в России проект перевода общественного транспорта и коммунальной техники на газомоторное топливо. Первые 130 автобусов на метане появились в Казани ещё в 2013 году, однако работали лишь на нужды Универсиады и были взяты в аренду. 13 мая 2014 года в Казани на маршрут 45 вышел первый автобус на газомоторном топливе. Он соответствует стандартам Евро-5. До конца года планируется закупить ещё 65 автобусов, а до 2018 года перевести на газ половину автобусного парка Казани.
К проведению в городе Универсиады-2013 производилась масштабная модернизация транспортной инфраструктуры, включая продление первой линии метро, сооружение более десяти развязок и нескольких десятков пешеходных переходов, запуск аэроэкспресса, радикальное обновление международного аэропорта «Казань», строительство транзитного железнодорожно-автобусного вокзала, дальнейшее обновление подвижного состава наземного общественного транспорта.
В 2014 году выполнен капитальный ремонт асфальтового покрытия 94 дворов, включающих в себя 220 придомовых территорий, а также 25 внутриквартальных проездов общей площадью свыше 290 тысяч м². В ходе данных мероприятий выполнено устройство более 3 тысяч парковочных мест. Более 40 тысяч жителей ощутили на себе положительный эффект от выполненных мероприятий. В целом по итогам реализации дорожных работ в 2014 году отремонтировано более 900 тыс. м² казанских улиц и дворов.
В 2015 году отремонтировано 220 дворов и 25 внутриквартальных проездов площадью свыше 260 тыс. м². Положительный эффект от выполненных мероприятий ощутили более 80 тыс. казанцев. Для автомобилистов на дворовых территориях создано более 3 тыс. дополнительных парковочных мест.
За последние 5 лет, в результате строительства и реконструкции автодорог Казани площадь улично-дорожной сети увеличилась на 2 млн м² и составила более 20,2 млн м².
В 2021 году на улицы города впервые выехал электробус, пока что в тестовом формате.

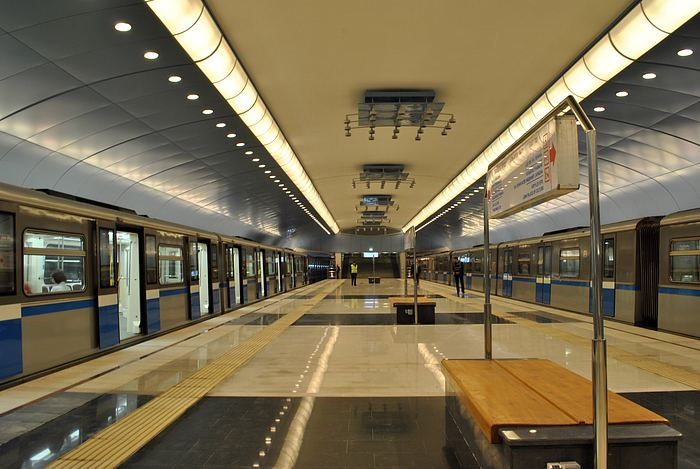
Казанский метрополитен, станция «Авиастроительная»
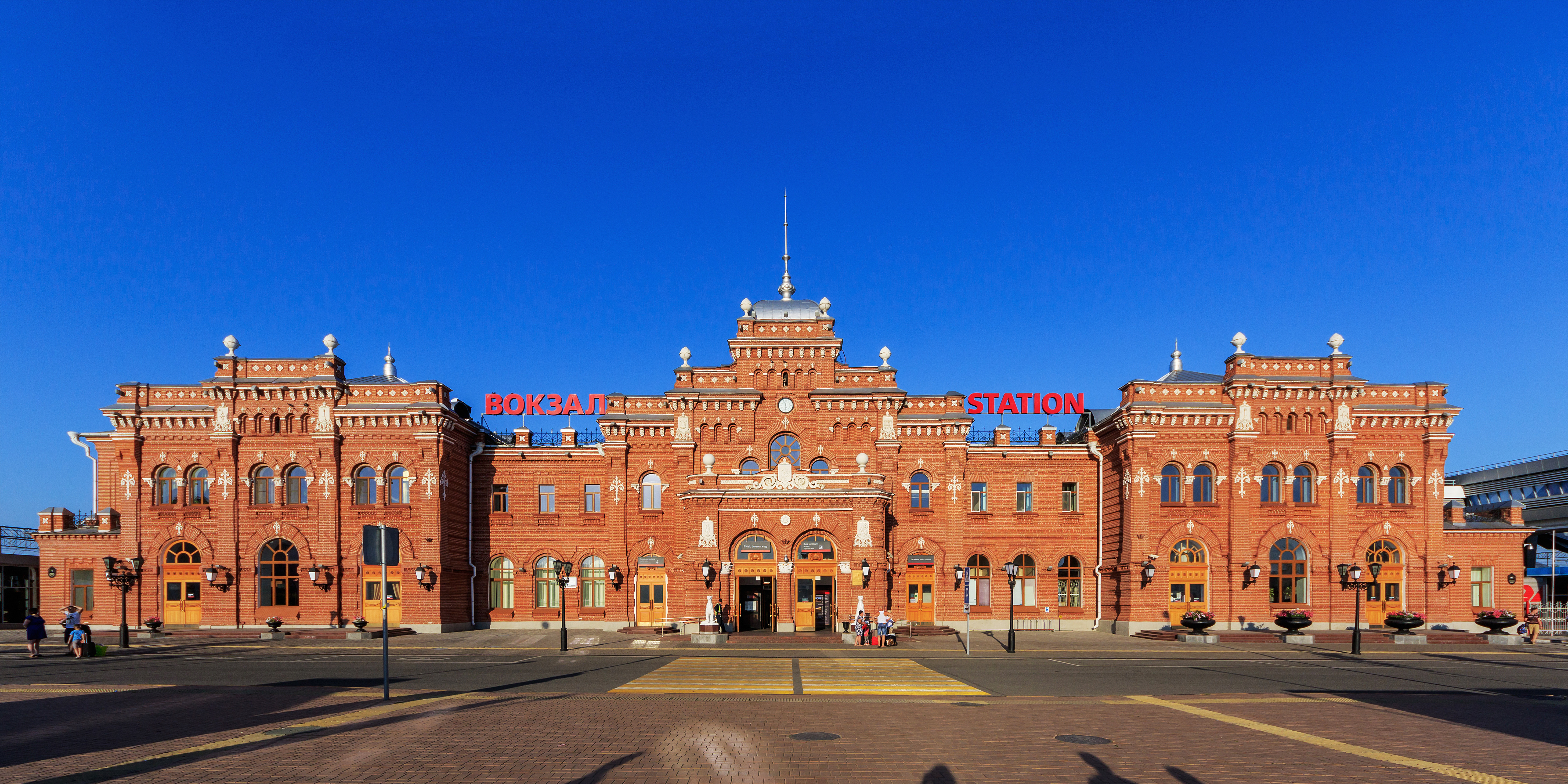
Главное здание железнодорожного вокзала
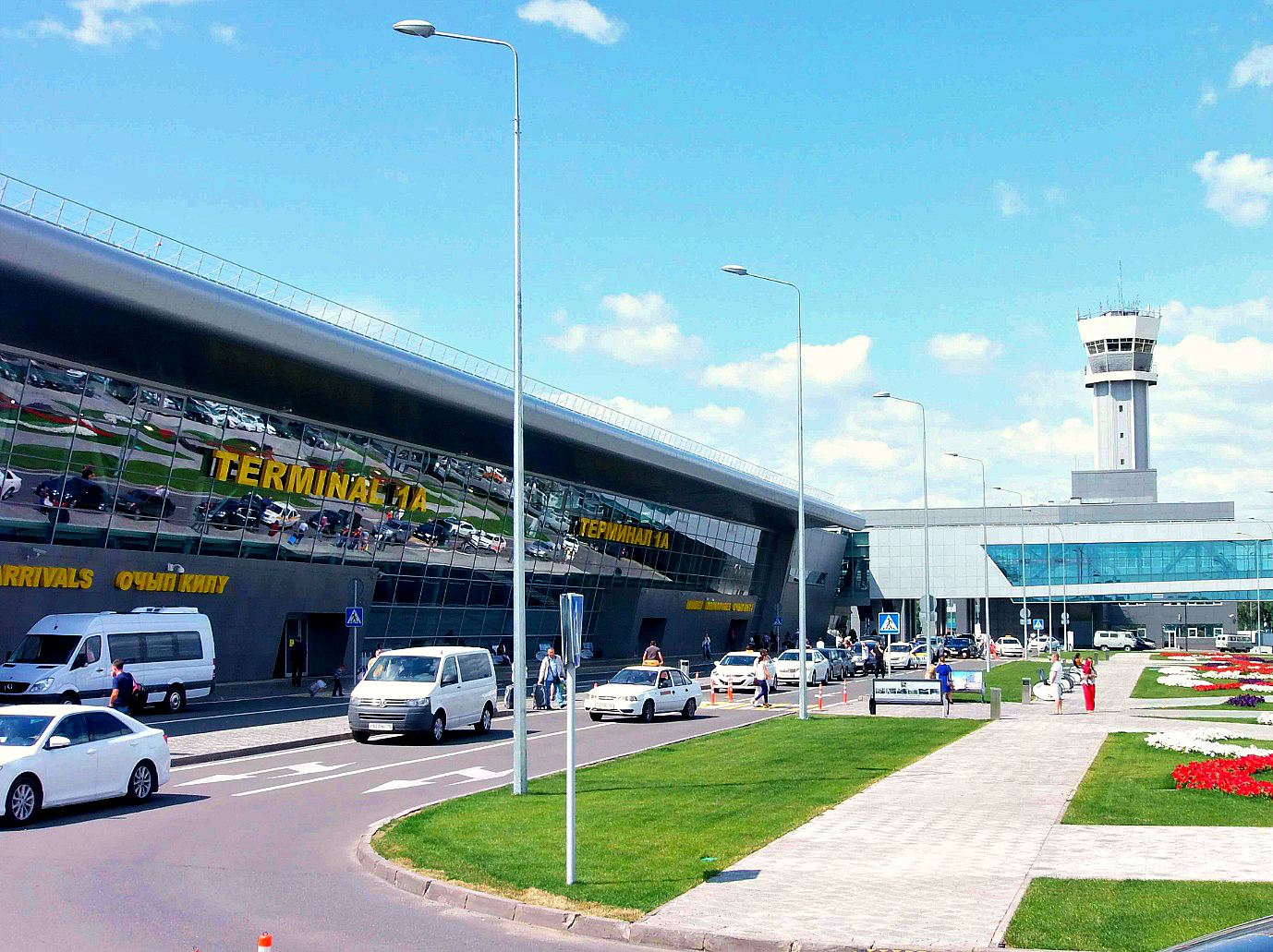
Международный аэропорт «Казань»
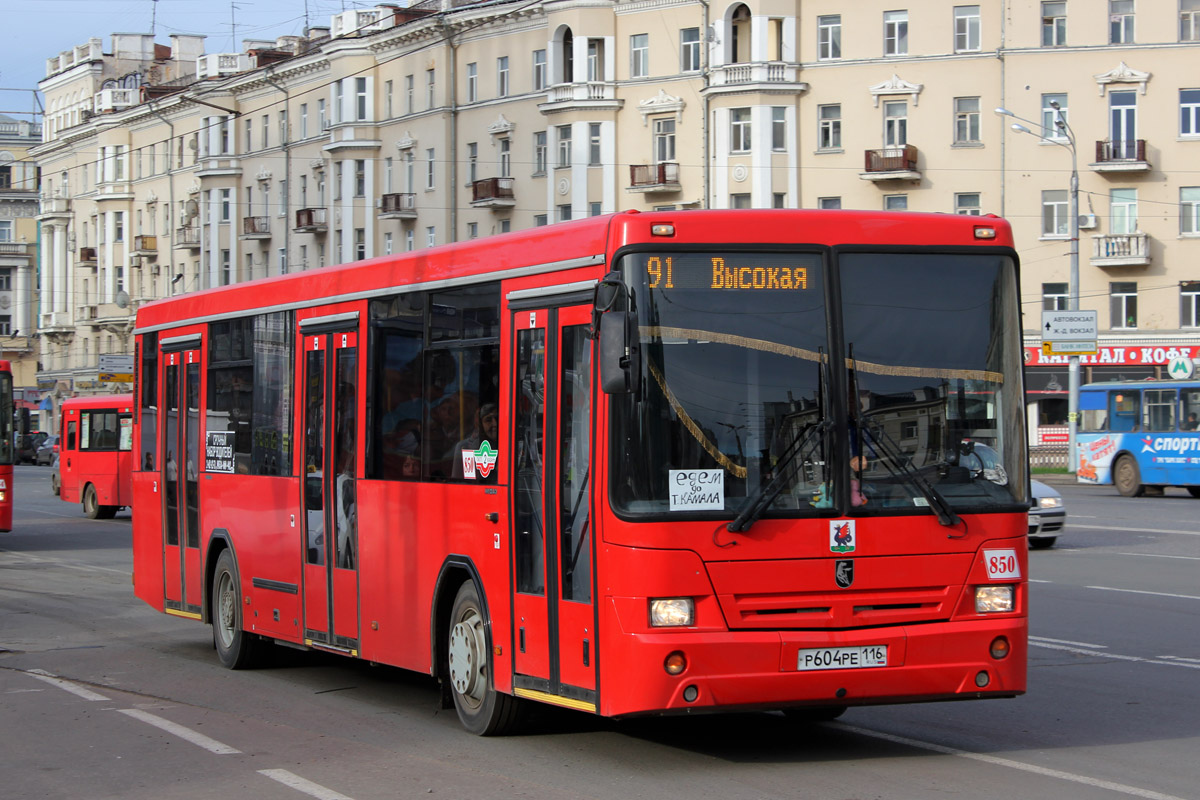
Казань — «город красных автобусов»

## Образование и наука

### Образование
Систему дошкольного образования составляют около 327 детских садов. Практически все они, за исключением единичных частных заведений, находятся на балансе муниципалитета. Среднее образование города представлено более 168 школами (из них 2 негосударственные), в том числе 43 гимназиями и 13 лицеями. Система дополнительного образования включает в себя 49 музыкальных, 10 художественных и 43 детско-юношеских спортивных школ. Систему профессионального образования города составляют ряд учреждений среднего профессионального образования: 28 профессионально-технических училищ, 15 техникумов и 10 средних специальных училищ.
В период с 2010 по 2015 год построено 79 детских садов на 12025 мест.
Практически все учреждения образования оснащены системами автоматической противопожарной сигнализации (100 % школ, 100 % учреждений дополнительного образования, 99 % детских садов), а школы и детские сады — ещё и системами видеонаблюдения.
В рамках реализации республиканской целевой программы «Доступная среда 2011—2015 годы» 57 школ адаптированы для обучения детей с ограниченными возможностями здоровья.
Созданы ресурсные центры (школы № 57, 78, 80, 177; лицей № 121; ВСОШ № 34) для детей с особыми образовательными потребностями во всех районах города, открыта первая в городе и республике лекотека (ДОУ № 12 Ново-Савиновского района) для ребят, которые не имели возможности получать дошкольное образование.
По результатам 2015 года школы в рейтинге 100 лучших школ Республики Татарстан — 31 казанская школа, 9 школ вошли в 500 лучших школ России, в том числе лицей № 131 в топ-25.
20 школ Казани — кандидаты в Ассоциированные школы ЮНЕСКО, 10 — участвуют в международном проекте ГлобалЛаб.
В городе действует 44 высших учебных заведений (включая 19 филиалов и представительств иногородних вузов) (на конец 2009 года), в которых получает образование более 140 тыс. студентов (конец 2009 года). Казань является единственным городом в России, имеющим одновременно федеральный университет и два национальных исследовательских университета. Наиболее крупными вузами города являются:
Казанский (Приволжский) федеральный университет. В Казанском государственном университете (бывшем Императорском) обучалось более 16 000 студентов по 40 специальностям и 7 направлениям и более 600 аспирантов. Профессорско-преподавательский корпус составлял более 1100 человек, в том числе более 200 профессоров и докторов наук, более 500 доцентов и кандидатов наук. Научную деятельность осуществляли более 200 научных сотрудников. В 1996 году Указом Президента Российской Федерации Казанский государственный университет включён в Государственный свод особо ценных объектов культурного наследия народов Российской Федерации. С осени 2011 года на базе КГУ и присоединённых к нему ТГГПУ и КГФЭИ начал деятельность Приволжский федеральный университет — КФУ.
Казанский государственный технический университет имени А. Н. Туполева (КНИТУ-КАИ) — Имеет статус национального исследовательского университета. Казанский авиационный институт был образован на базе аэродинамического отделения Казанского государственного университета решением Главного управления авиационной промышленности Наркомата тяжёлой промышленности 5 марта 1932 года. В 1992 году Казанский авиационный институт преобразован в Казанский государственный технический университет (КГТУ). Научный потенциал университета составляют: 9 факультетов, 58 кафедр, 57 отраслевых и проблемных лабораторий, 10 научно-технических центров, 3 университетских НИИ, экспериментально-опытное производство. В КГТУ обучается около 15 тысяч студентов.
Казанский государственный технологический университет (КНИТУ) также имеет статус национального исследовательского университета. Берёт своё начало с Казанского соединённого промышленного училища, открытого в 1897 году. В 1919 году Казанское промышленное училище было преобразовано в Казанский политехнический институт. 13 мая 1930 года на базе химического факультета Казанского политехнического института и химического факультета Казанского государственного университета был создан Казанский химический институт, который с 23 июня 1930 года именуется Казанским химико-технологическим институтом имени А. М. Бутлерова, а с 23 апреля 1935 года по декабрь 1992 года — Казанским химико-технологическим институтом им. С. М. Кирова (КХТИ). В КГТУ имеется 11 факультетов и обучается более 27 тысяч студентов.
Казанский государственный энергетический университет — как филиал МЭИ был открыт в 1968 году. Статус университета ВУЗ получил в 2000 году. Является одним из трёх специализированных энергетических вузов в России. Университет ведёт подготовку специалистов в области энергетики, а также переподготовку кадров и повышение квалификации. Всего в вузе обучается около 12 200 студентов.
Казанский инновационный университет имени В. Г. Тимирясова (ИЭУП) — создан в 1994 году по инициативе Министерства образования РТ и Постоянной комиссии по народному образованию Верховного Совета Республики Татарстан и был призван удовлетворить потребности региона в квалифицированных кадрах в сфере рыночной экономики и правоохранительной деятельности.

### Наука
Казань исторически являлась одним из главных научных центров России. В городе были совершены такие выдающиеся научные открытия, как создание неевклидовой геометрии (Н. И. Лобачевский), открытие химического элемента рутения (К. К. Клаус), создание теории строения органических соединений (А. М. Бутлеров), открытие электронного парамагнитного резонанса (Е. К. Завойский), открытие фотонного эха (У. Х. Конвиллем, В. Р. Нагибаров, 1962 год), открытие акустического парамагнитного резонанса (С. А. Альтшулер). Наиболее крупными научными центрами Казани являются: Казанский научный центр РАН был учреждён 13 апреля 1945 года. В его составе работают около 1000 человек, в том числе 3 академика, 6 членов-корреспондентов, 91 доктор и 290 кандидатов наук. В состав КНЦ РАН входят 5 академических институтов, в том числе Институт органической и физической химии им. А. Е. Арбузова — крупнейший физико-химический и химико-биологический исследовательский центр РАН в Поволжье. Научный центр имеет 7 научных школ, 6 учебно-научных и научно-образовательных центров.
Академия наук Республики Татарстан была учреждена 30 сентября 1991 года. Академия имеет в своём составе семь отделений по направлениям наук и Ульяновское региональное отделение, а также 17 научно-исследовательских институтов и центров. Под научно-методическим руководством АН РТ также работает большое число исследовательских организаций. Академией ежегодно присуждаются 11 именных премий, в том числе две международные: по физике — имени Е. К. Завойского, по химии — им. А. Е. Арбузова, а также премии имени Ш. Марджани (в области гуманитарных наук), имени Г. Х. Камая (химия и химические технологии), имени В. А. Энгельгардта (биология), имени А. Г. Терегулова (медицина и здравоохранение), имени Х. М. Муштари (математика, механика и технические науки), имени К. Г. Боля (ветеринария), имени В. П. Мосолова (сельское хозяйство), имени А. Д. Адо (аллергология, иммунология и общая патология). Также в городе функционирует ряд независимых научно-исследовательских институтов.

Главное здание КНИТУ-КАИ
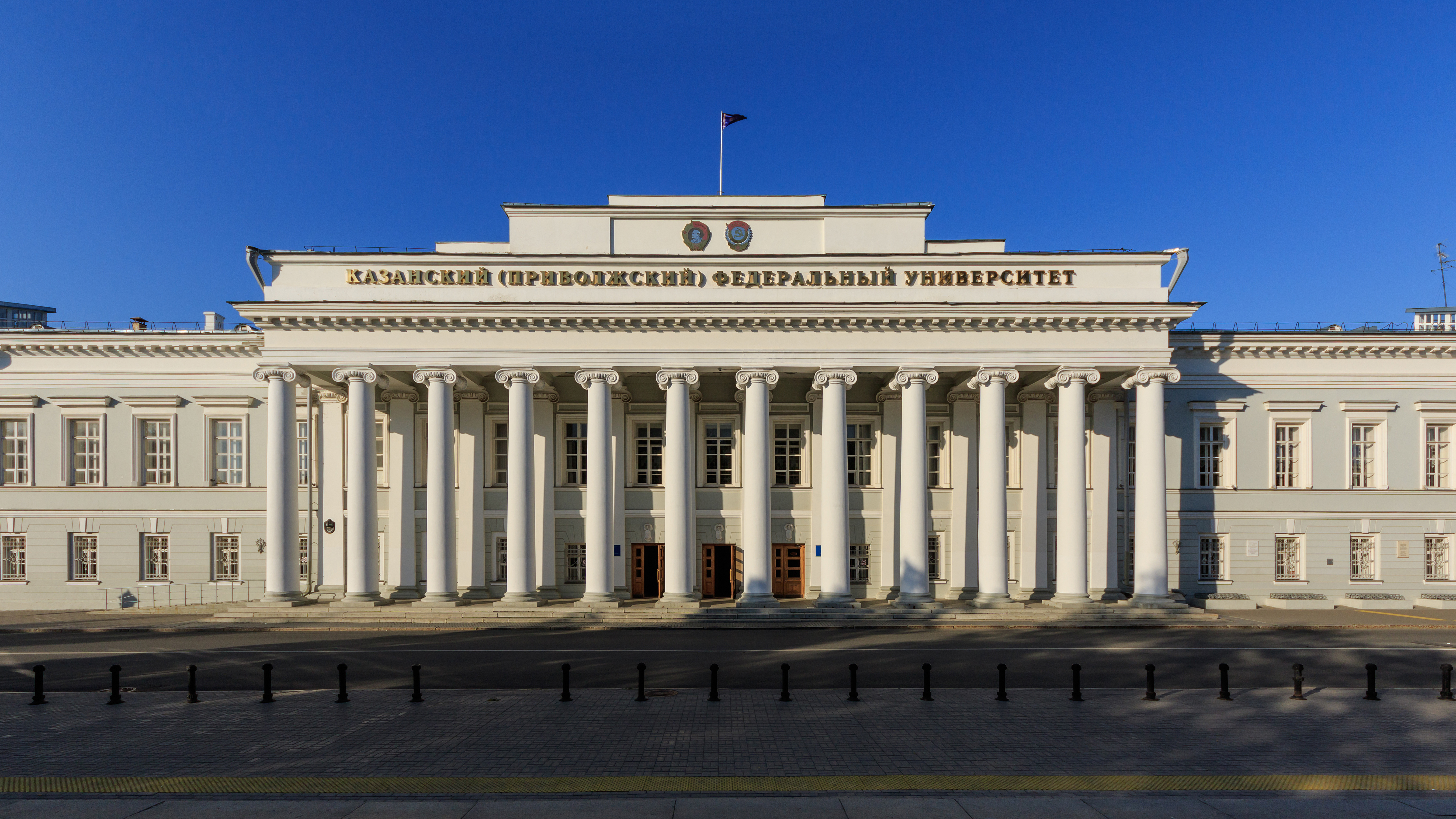
Главное здание Казанского федерального университета
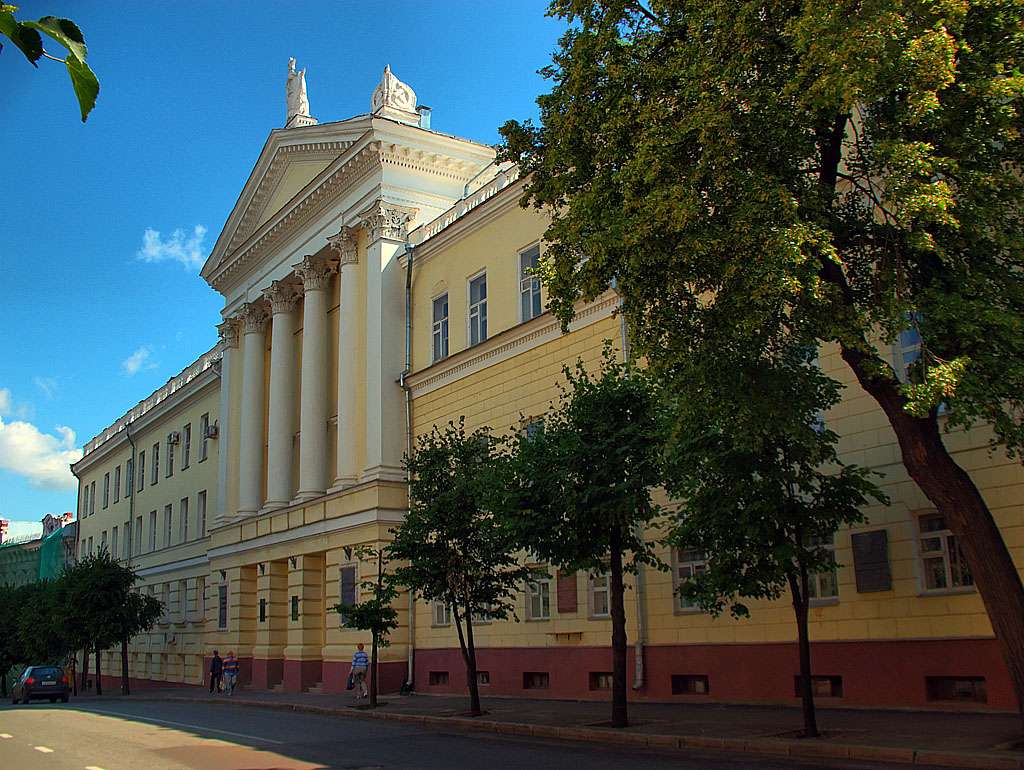
Главное здание КНЦ РАН
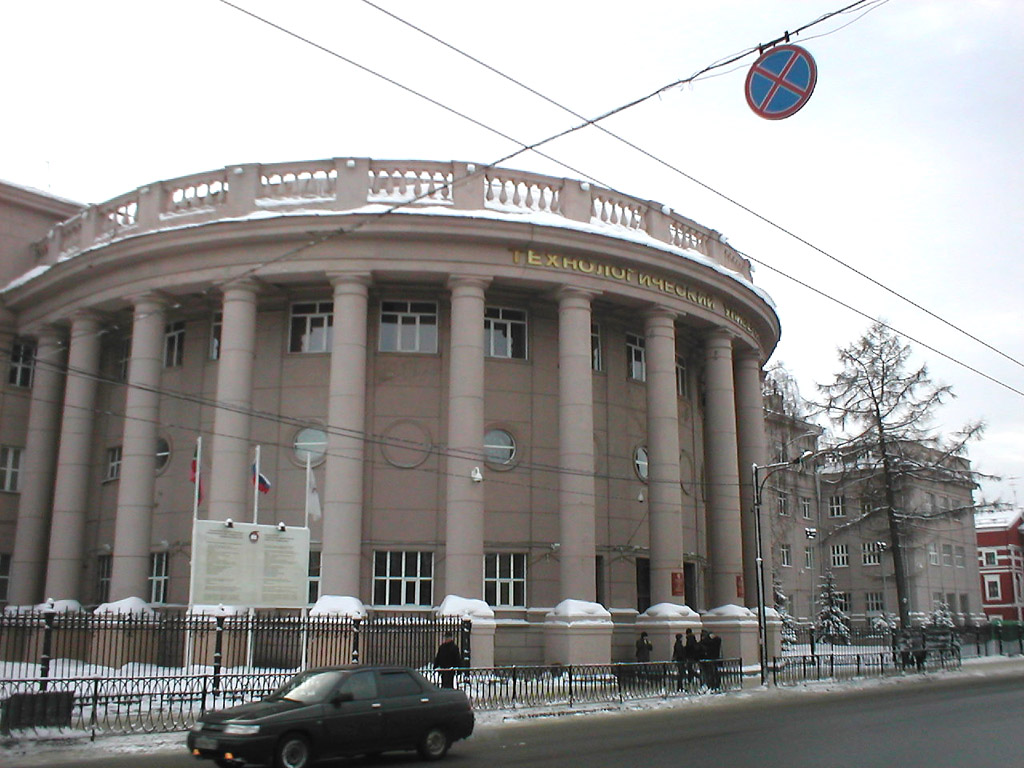
Казанский национальный исследовательский технологический университет

## Здравоохранение

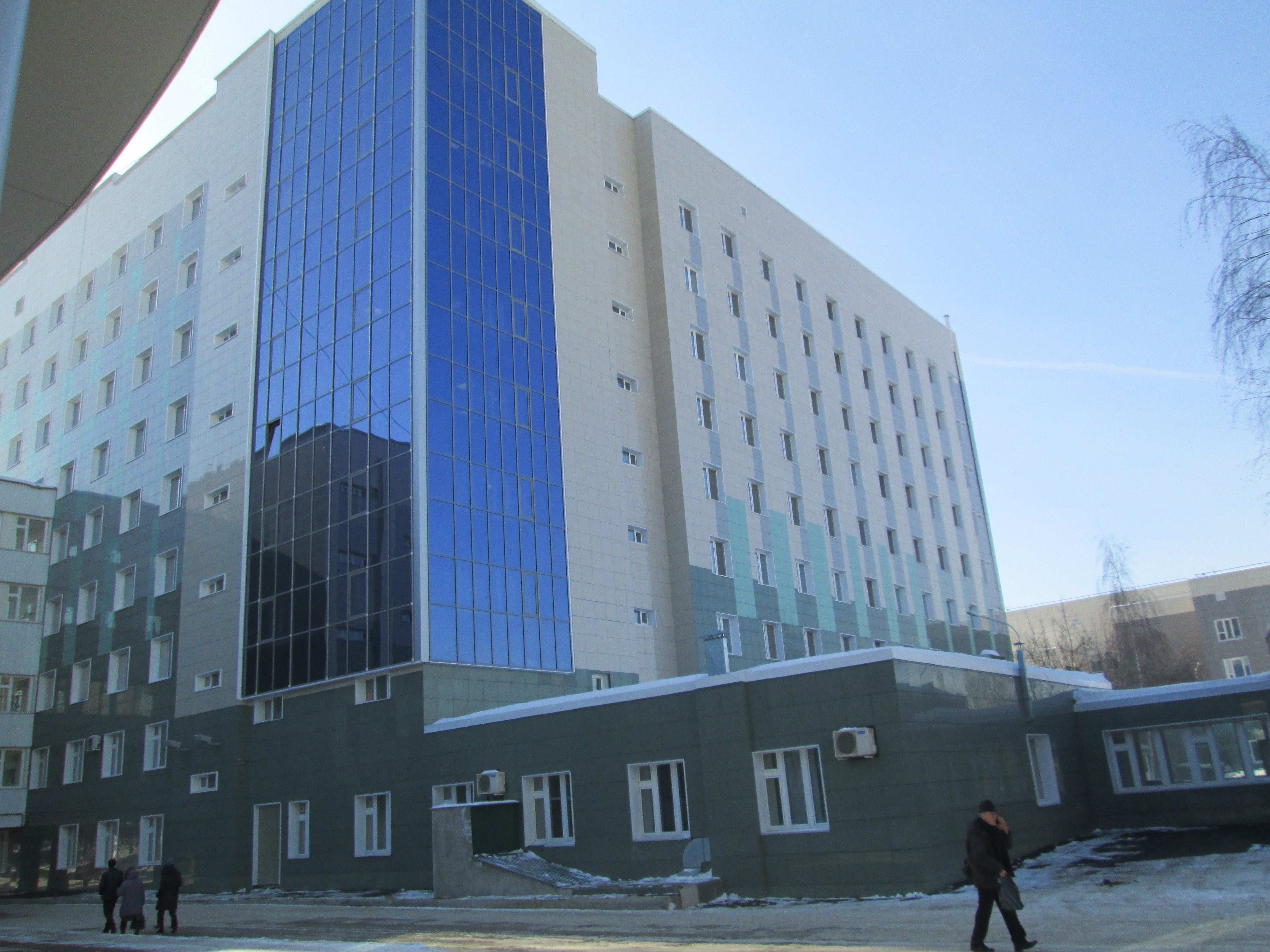
Республиканская клиническая больница

Годом основания научной медицины в Казани принято считать 1814 год, когда в городе была открыта клиника университета. В 1930 году медицинский факультет отделяется от университета, имея под своим патронажем целый ряд специализированных клиник. С именем казанской медицинской школы связаны известные научные школы Груздева, Миславского, Вишневского, Адо, Терновского. В числе мировых открытий: процесс окислительного фосфорилирования (Энгельгардт, 1930), экспериментальное доказательство участия медиаторов в межнейрональной передаче (Кибяков, 1933), явление блокады склерального синуса (Нестеров, 1985). Профессором Е. В. Адамюком основана первая в мире глазная клиника. Казань является одним из крупнейших в России центров здравоохранения. В городе работают 120 лечебно-профилактических учреждений, в которых заняты более 15 тысяч человек. Казанский Межрегиональный клинико-диагностический центр является крупнейшим в Поволжье медицинским центром высоких технологий по лечению сердечно-сосудистых и неврологических заболеваний. Наиболее крупной клиникой Казани является Республиканская клиническая больница. В 2014 году были открыты крупнейшая в России Детская поликлиника на 70 тысяч детей и подростков, и не имеющий аналогов в России Центр крови.

## Культура
Казань является одним из крупнейших культурных центров России, сохраняя классические достижения, а также способствуя развитию современных, авангардных направлений во многих областях культуры. Столицу Татарстана традиционно называют «мультикультурной», подразумевая взаимовыгодное обогащение мирно сосуществующих русской и татарской культуры. При поддержке ЮНЕСКО в Казани был создан первый в мире Институт культуры мира.
В Казани ежегодно проходят международные фестивали: оперы Шаляпинский, балета Нуриевский, классической музыки Рахманиновский, оперный open air «Казанская осень», современной музыки «Конкордия», фолк- и рок-музыки «Сотворение мира», литературный «Аксёнов-фест», мусульманского кино «Золотой Минбар» (с 2010 года — Казанский международный фестиваль мусульманского кино), ролевых игр «Зиланткон», многочисленные фестивали и конкурсы федерального и республиканского уровня. В 2014 году Казань принимала конкурс Тюрквидение.
В 2019 году ко Всемирному Дню городов, который отмечается 31 октября, Казань в числе 66-ти городов со всего мира вошла в Сеть творческих городов ЮНЕСКО по направлению «музыка». С учётом последнего пополнения Сеть насчитывает 246 городов, в основе развития которых лежит творчество в разных областях проявления.
В городе действует единственная в Поволжье киностудия — Казанская киностудия.
В городе много музеев, в том числе 34 государственных музея, несколько общественных и частных галерей. Крупнейшим и самым многопрофильным из них является Национальный музей Республики Татарстан, основанный в 1894 году. Самые ценные естественнонаучные, археологические, этнографические и многие другие экспозиции располагаются в главном здании музея — бывшем Гостином дворе 1800—1815 гг. постройки. В Казанском кремле действует филиал Государственного Эрмитажа — центр «Эрмитаж-Казань». Также одними из самых популярных музеев города являются Музей ИЗО РТ, Музей тысячелетия Казани и множество других учреждений культуры. Среди ведомственных музеев выделяется Дом-музей академиков А. Е. и Б. А. Арбузовых — известных советских химиков.
В Казани имеется несколько десятков общегражданских, вузовских и прочих библиотек, из числа которых выделяются одни из старейших и крупнейших в стране Национальная библиотека Республики Татарстан (действующая с 1865 г. и имеющая более 3 млн хранимых экземпляров) и Научная библиотека имени Н. И. Лобачевского при Казанском (Приволжском) федеральном университете (действующая с 1838 года и имеющая более 5 миллионов экземпляров).
В городе большое количество театров. Из 9 театров Казани 3 имеют звание академических. Самые известные и востребованные среди них: Татарский академический государственный театр оперы и балета имени Мусы Джалиля (место проведения международных театрально-музыкальных фестивалей), Татарский академический театр имени Галиаскара Камала, Казанский государственный академический русский Большой драматический театр имени В. И. Качалова и так далее.
Также в Казани действуют Цирк (один из ведущих в стране и имеющий уникальное здание) и 12 кинотеатров, имеющих 61 кинозал, в том числе Simex 4D. Концерты, выступления и другие культурно-зрелищные мероприятия также в Государственном Большом концертном зале имени С. Сайдашева, культурно-развлекательном комплексе «Пирамида», спортивно-многофункциональных комплексах Баскет-холл, Татнефть-Арена, Дворец спорта, УНИКС и на других площадках, в том числе открытых (во время фестивалей).
В Казани есть немало парков, среди них выделяются обустроенностью и популярностью парк аттракционов «Кырлай», парки Тысячелетия, Победы, Урицкого, ЦПКиО, Чёрное озеро, сады Эрмитаж, Лядской, Фуксовский, Аллея Славы и другие, а также старейший в России и один из старейших в Европе Казанский зооботсад.
В 2008 году учреждена, в рамках ежегодного фестиваля «Аксёнов-фест», Международная литературная премия «Звёздный билет». Премия присуждается с целью выявления и поощрения молодых талантов в сфере литературы и искусства. Первыми обладателями премии стали в 2008 году казанские авторы: Анна Русс — в номинации «Молодому поэту, входящему в большую литературу», и Денис Осокин — в номинации «Молодому прозаику, входящему в большую литературу». Обладателями «Звёздного билета — 2013» стали 24-летний Арутюн Овакимян из Еревана в номинации «Поэзия» и 30-летний петербуржец Евгений Бабушкин в номинации «Проза». В 2014 году Попечительский совет присудил премию московскому прозаику Александру Снегирёву, автору романов «Нефтяная Венера» и «Вера», и драматургу, режиссёру, актёру Талгату Баталову, автору и исполнителю спектакля «Узбек». В 2015 году лауреатом в номинации «Поэзия» стал 25-летний аспирант Казанского федерального университета Булат Ибрагим. А также автор романа «Зулейха открывает глаза», родившаяся в Казани Гузель Яхина.
Большое внимание уделяется детским коллективам. В Казани на государственном уровне работают: Молодёжный симфонический оркестр г. Казани, тысячный хор, детский духовой оркестр, оркестр гитаристов, ансамбль кураистов, гармонистов и кубызистов.
Реализуется три масштабных проекта, ориентированных на организацию досуга жителей и гостей Казани в летнее время: фестиваль Книга-фест, Литературные дворики и Летний уличный фестиваль «Культурный сдвиг». В 2014 году стартовал грандиозный хоровой проект «Поющая Казань».
6 мая 2022 года Банк России выпустил в обращение памятную монету из недрагоценного металла номиналом 10 рублей «Казань», серии «Города трудовой доблести».

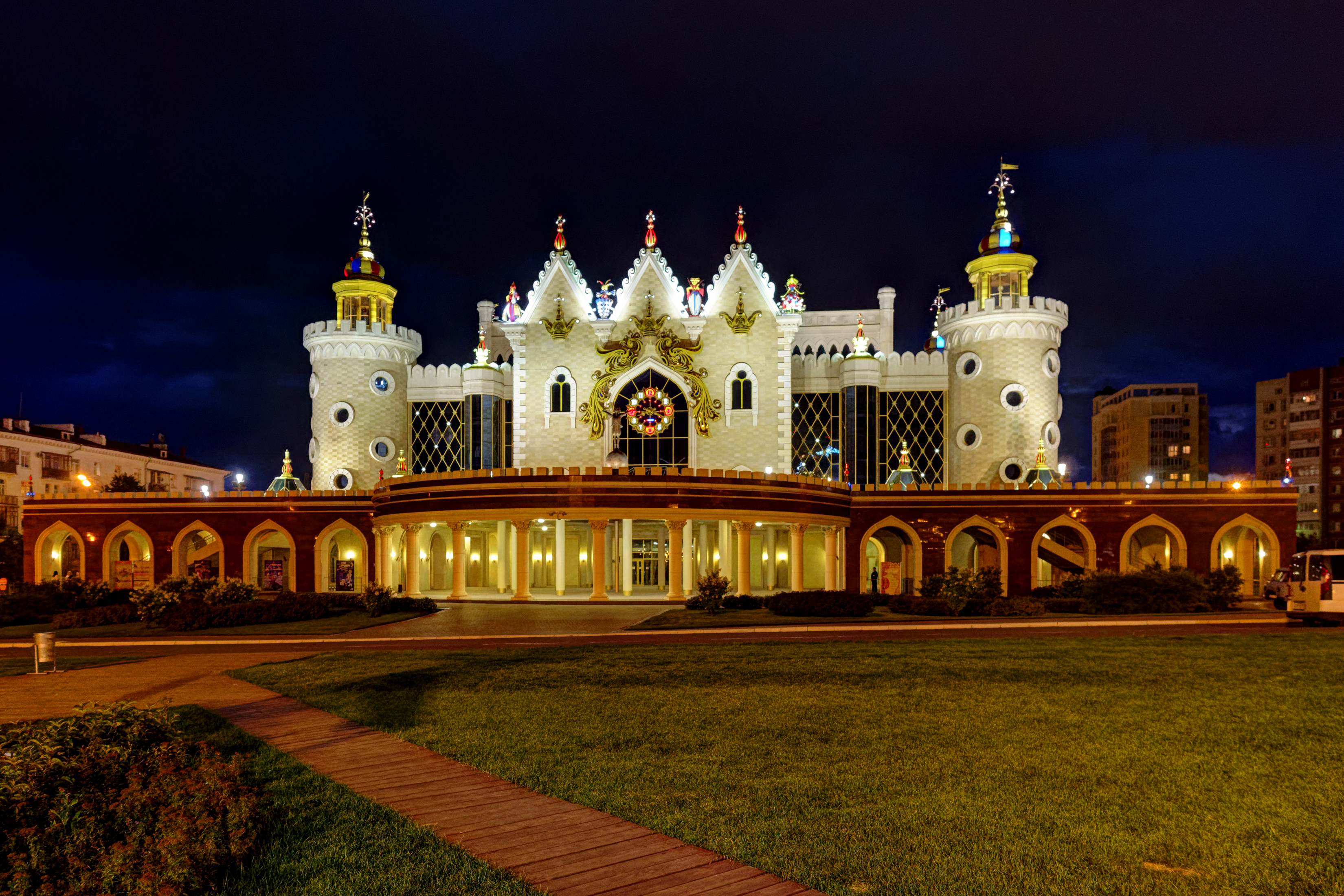
Татарский государственный театр кукол «Экият»
Татарский академический государственный театр оперы и балета имени Мусы Джалиля
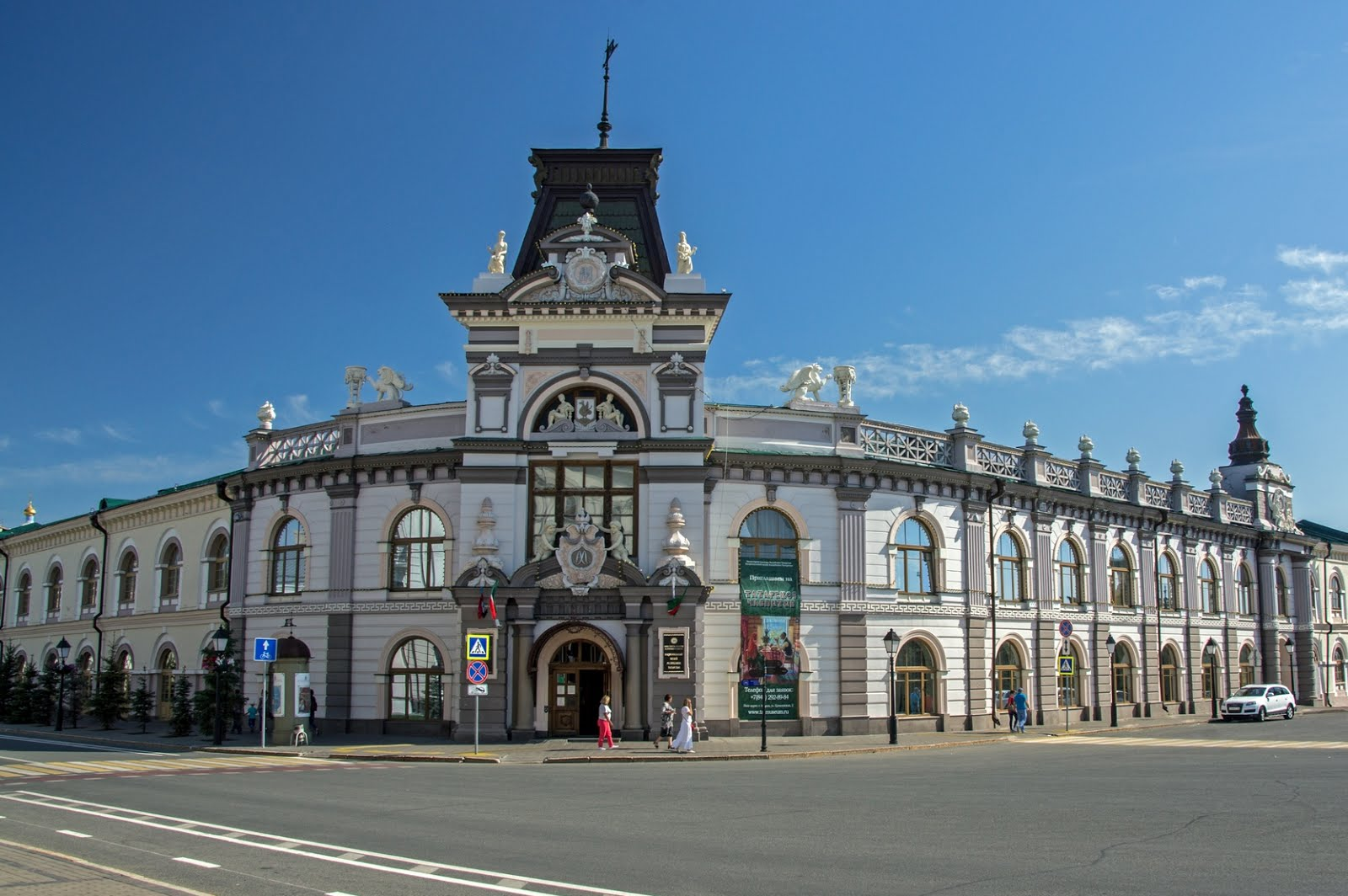
Национальный музей Республики Татарстан
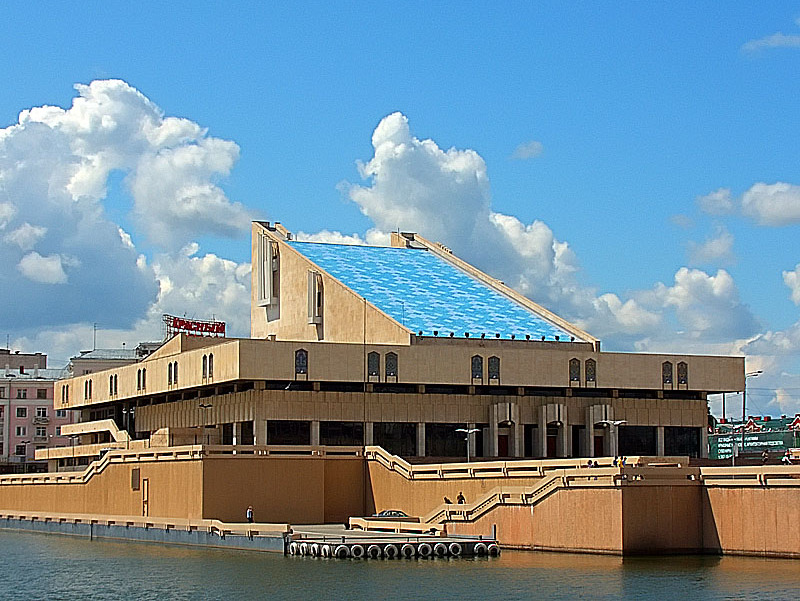
Татарский академический театр имени Галиаскара Камала

## Религия
Казань — город, где исторически тесно переплетаются две религии: ислам суннитского толка и христианство православного направления. Будучи официальной религией Волжской Булгарии, Золотой Орды и Казанского ханства, ислам связан с городом с момента его основания. После завоеваний Ивана Грозного главенствующей религией Казани становится православие, в 1555 году была учреждена Казанская епархия Русской Православной церкви. Важной вехой в истории является обретение в 1579 году Казанской иконы Божией матери — одной из самых чтимых икон в Русской Церкви. Первая сооружённая в Казани после её завоевания Иваном Грозным Мечеть аль-Марджани стала знаковым воплощением начала общества многоконфессиональной веротерпимости в России, провозглашённой императрицей Екатериной II в конце XVIII века, и остаётся историческим центром татаро-мусульманской духовности. Иудейская община сформировалась из числа кантонистов в 1820-х годах, а в 1915 году была построена синагога (которая в настоящее время представляет собой единственный в Поволжье иудейский центр, объединяющий в себе молельный центр, библиотеку и организации, предоставляющие туристические услуги евреям, в том числе помогают с переездом в Израиль). Лютеранская община появляется в городе после Ливонской войны 1558—1583 годов, а в 1771 году открыта лютеранская кирха. В 1833 году в Казани появился римско-католический приход.
В годы советской власти многие православные храмы Казани были разрушены. В конце XX — начале XXI века начался религиозный ренессанс. В 2005 году в Казанском кремле была построена соборная мечеть Кул-Шариф, в 2024 году началось возведение новой соборной мечети. В 2015 году завершено строительство храма святого благоверного князя Александра Невского. В 2021 году завершено восстановление, разрушенного в 1930-е годы Казанского собора, ставшего кафедральным собором Казанской епархии.
В Казани на 2025 год имеется 81 действующая мечеть (87 зарегистрированных приходов), и почти три десятка православных храмов. Действуют также католический и лютеранский приходы, синагога, центр Бахаи и Казанское общество Сознания Кришны.

### Религиозное образование
Началом духовного образования Казанской епархии считается основание в 1723 году архиерейской славяно-латинской школы. В 1733 году из неё возникла Казанская духовная семинария, а в 1797 году — Казанская духовная академия. В 1921 году академия прекращает своё существование, а в 1998 году возобновляет работу под названием Духовной Семинарии. Во второй половине XVIII века в Казани начинают открываться медресе: в 1771 году появляются Ахуновское и Апанаевское медресе, в 1780 году — медресе при доме Амирханова. В 1882 году начинает свою работу известное медресе «Мухаммадия». С приходом советской власти эти школы закрываются, в 1993 году «Мухаммадия» возобновляет свою работу, а в 1998 году был открыт Российский Исламский университет.

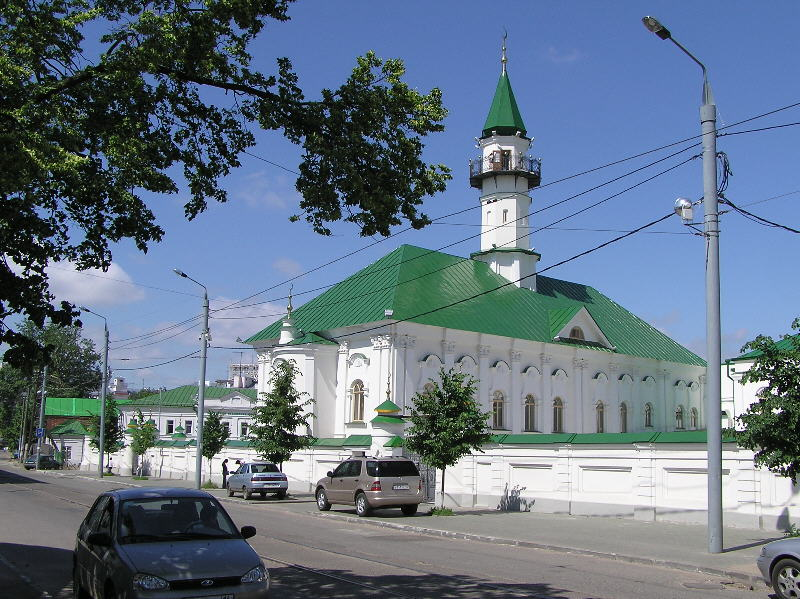
Мечеть аль-Марджани
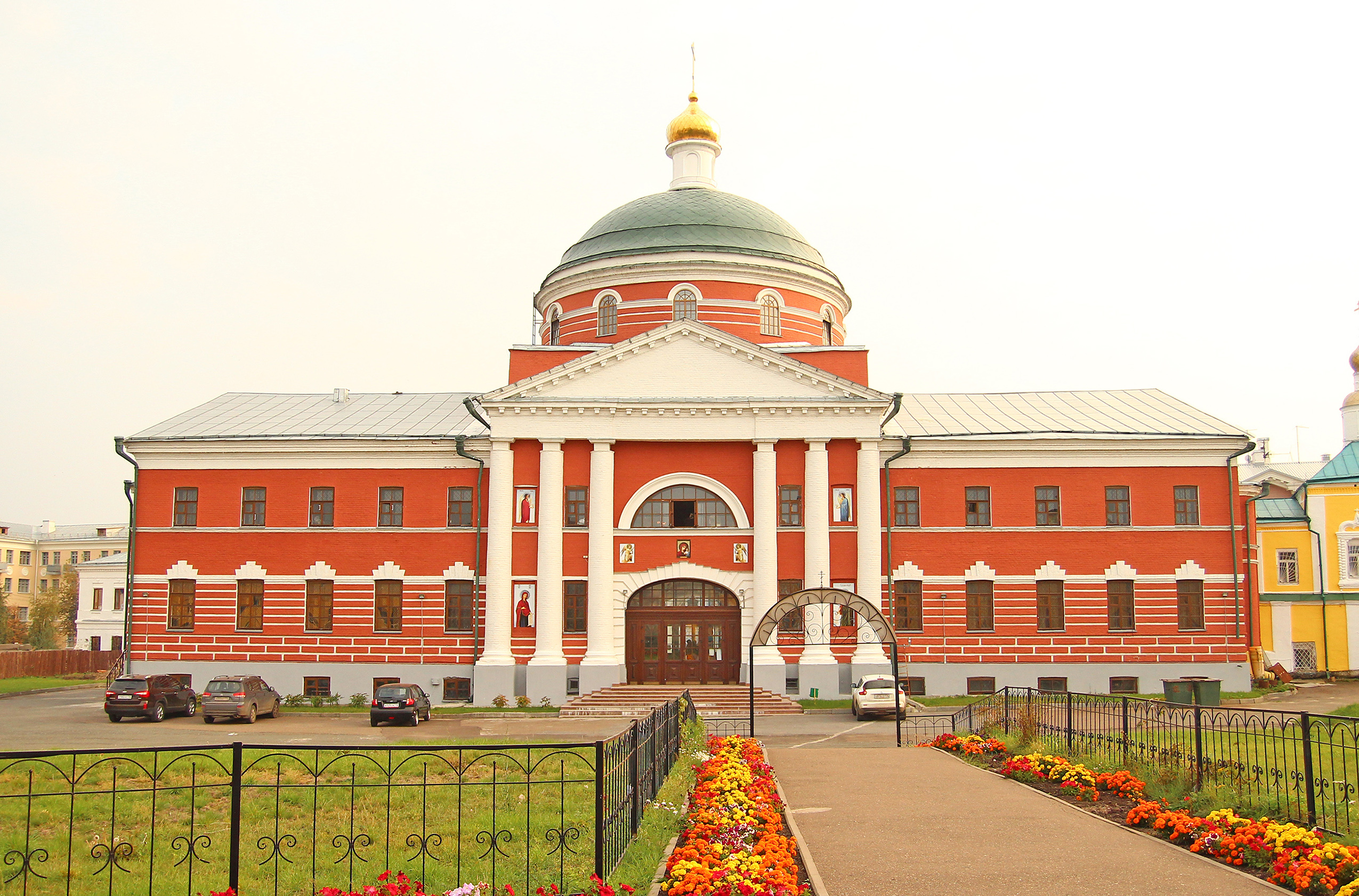
Казанский Богородицкий монастырь со списком Казанской иконы Божией матери
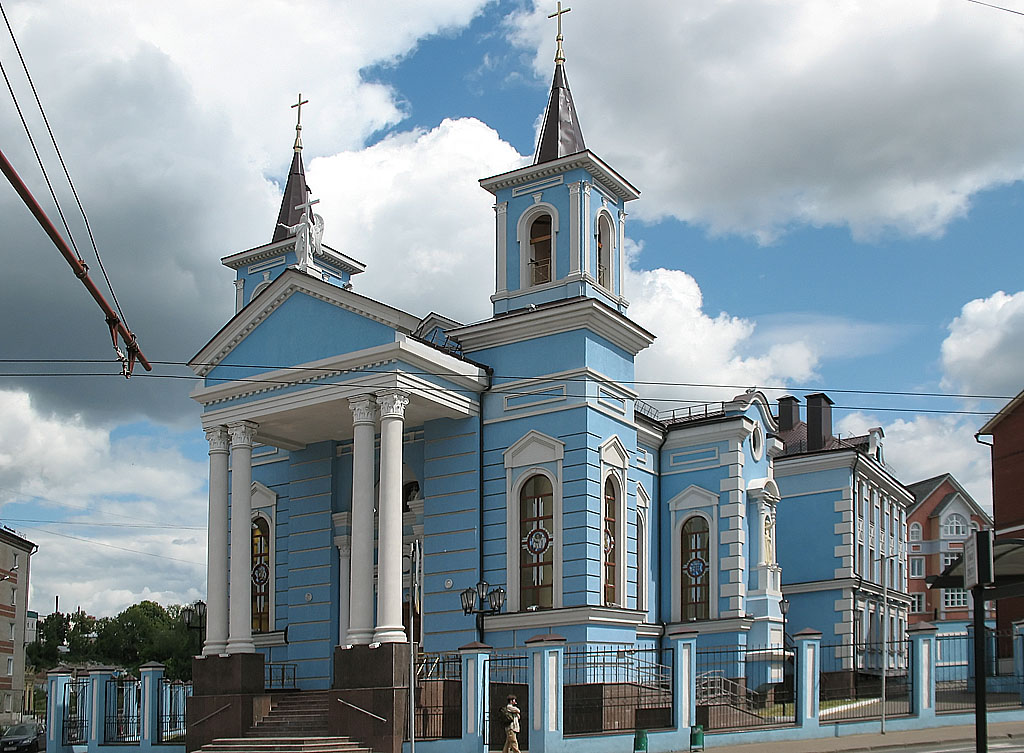
Католический Храм Воздвижения Святого Креста
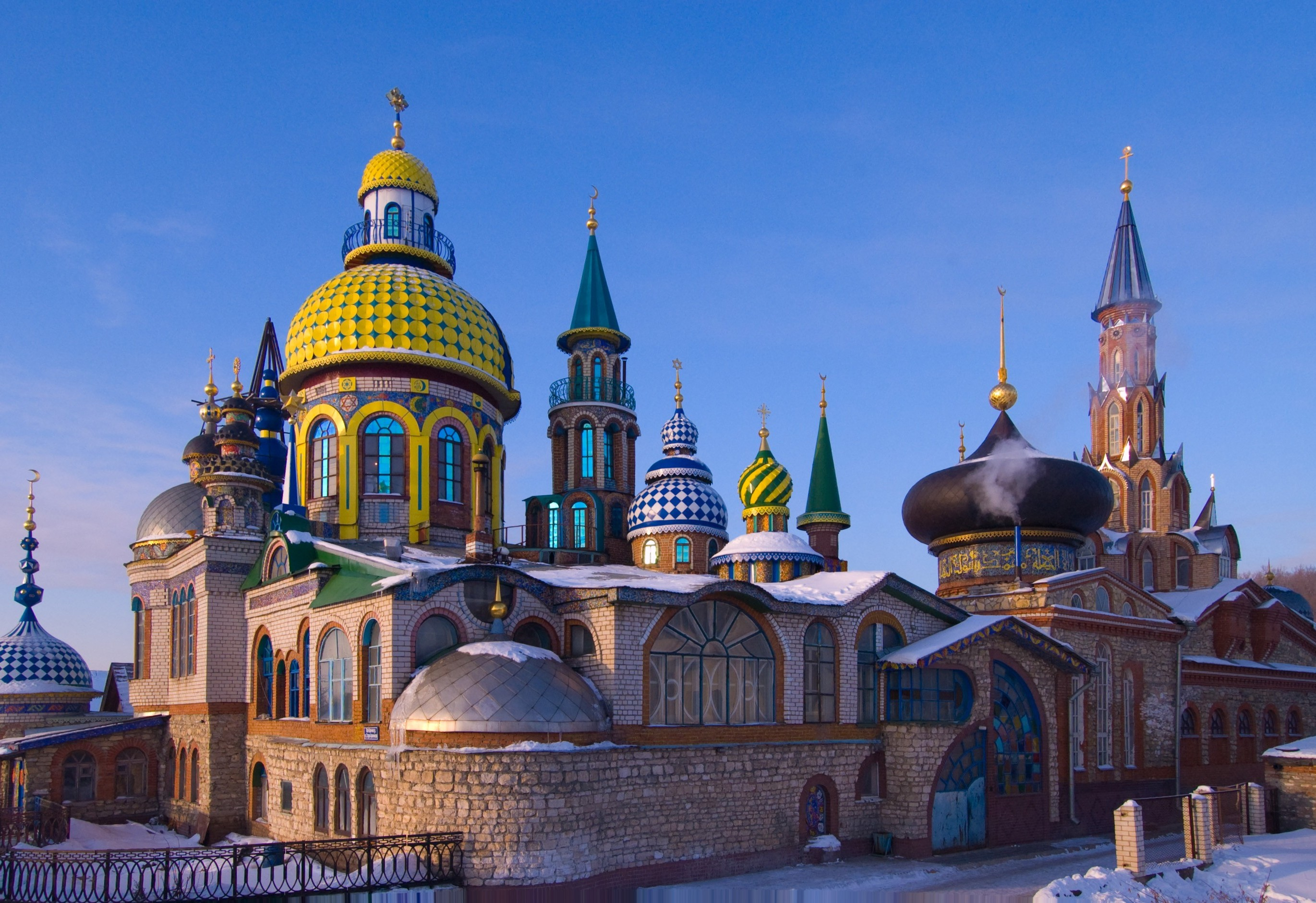
Храм всех религий

### Кладбища
Всего в Казани имеется 29 городских кладбищ общей площадью 281,1 гектара. Центральным некрополем является Арское кладбище, упоминающееся с 1766 года. Изначально бывшее православным, сейчас оно имеет на своей территории могилы людей различных религий: Николая Лобачевского, Назиба Жиганова, Александра Арбузова. Старейшим русским кладбищем считается кладбище Зилантового монастыря — в 1529 году там был погребён святой мученик Иоанн. Многие известные деятели татарской культуры (Габдулла Тукай, Шигабутдин Марджани) захоронены на кладбище Ново-Татарской слободы (с 1728 года). Древнейшее кладбище Казани находится в Адмиралтейской слободе, известное со времён Казанского ханства, частично затоплено при подъёме Куйбышевского водохранилища в 1960-х годах.
Останки Василия Сталина, захороненного на Арском кладбище, в 2002 году были перевезены в Москву. Уроженец Казани Фёдор Шаляпин в своём завещании писал: «Где бы я ни умер, даже за границей, пусть меня похоронят на Волге», однако его просьба не была исполнена.

## Архитектура и градостроительство

### Казанский кремль
Древнейшая Казань возникла в начале X века как укреплённая булгарская крепость и располагалась на северо-восточной оконечности кремлёвского холма — вершине мыса, образованного террасой левых берегов Волги и Казанки. После монгольского нашествия 1236 года начинается постепенное возвышение Казани, чему способствовал отток булгарского населения из разорённой Батыем столицы Волжской Булгарии города Булгар. В это время южнее кремлёвского холма появляется неукреплённый посад. После распада Золотой Орды Казань становится центром Казанского ханства. Кремль времён Казанского ханства достигает ¾ современной площади и имеет стены, сложенные из дубовых брёвен в виде срубов, засыпанных внутри землёй и камнями. Посад обносится деревянной стеной. Планировка улиц имела запутанный характер и концентрировалась к Кремлю.
После падения Казанского Ханства Казань начинает перестраиваться. В 1556 году в Казань прибывают 200 псковских каменщиков, возглавляемых Постником Яковлевым и Иваном Ширяем. К 1568 году были построены 13 каменных башен и значительная часть стен кремля. Ныне белокаменный кремль, самый южный образец псковского архитектурного стиля в России, включён в свод объектов Всемирного наследия ЮНЕСКО. Он включает в себя одну из самых высоких в Европе и немногочисленных в мире из числа «падающих» башню Сююмбике, Спасскую башню, Благовещенский собор (старейший православный храм в Среднем Поволжье) и многие другие исторические объекты. В 1996—2005 годах на территории Кремля возведена мечеть Кул Шариф по приближённому подобию некогда бывшей там главной мечети ханства. У Кремля до настоящего времени сохранились административные функции — в нём находятся резиденция Главы Татарстана, его аппарат и канцелярия. Поэтому сегодня Казанский кремль является центром государственности республики.
Кремль — излюбленное место многочисленных туристов, приезжающих в Казань специально или оказавшихся здесь проездом. Привлекательны для гостей столицы татарский Эрмитаж, исторические памятники и современные музейные комплексы, торговые ряды, расположенные возле стен Кремля, где можно приобрести множество различных сувениров и подарков. Пожалуй, среди 750 памятников истории и культуры татарского народа именно Казанский кремль занимает лидирующую позицию — как по популярности среди туристов, посещающих город Казань, так и по значимости для татарского народа.
Казанский кремль расположился в самом центре Казани в начале улицы Кремлёвской у берегов реки Казанки. Общая протяжённость стен кремля немного превышает 1,8 километра. Официальный въезд на территорию Кремля проходит через Спасскую башню; со стороны Казанки в историко-архитектурный заповедник можно пройти через Тайницкую башню, построенную в средние века.

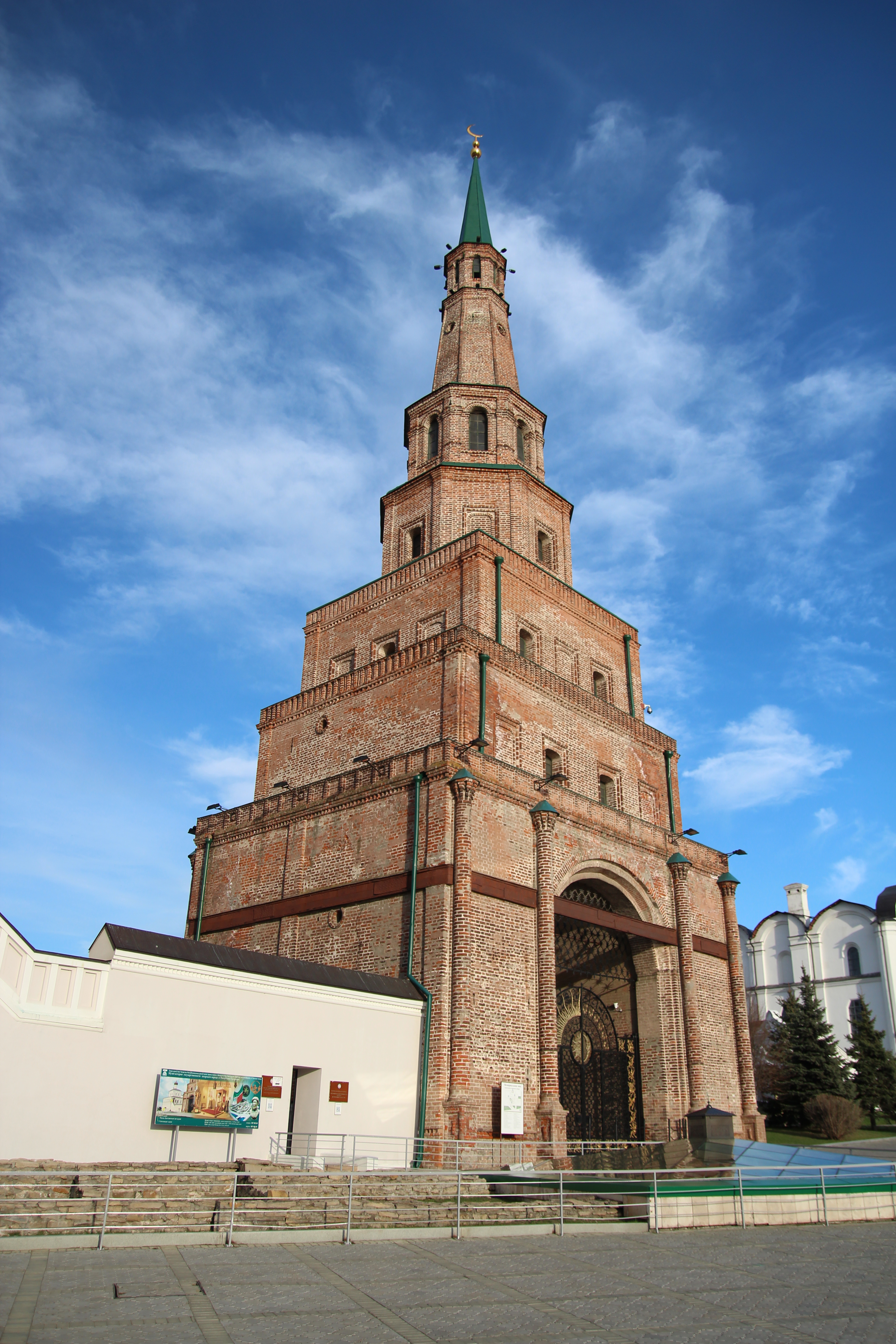
Башня Сююмбике
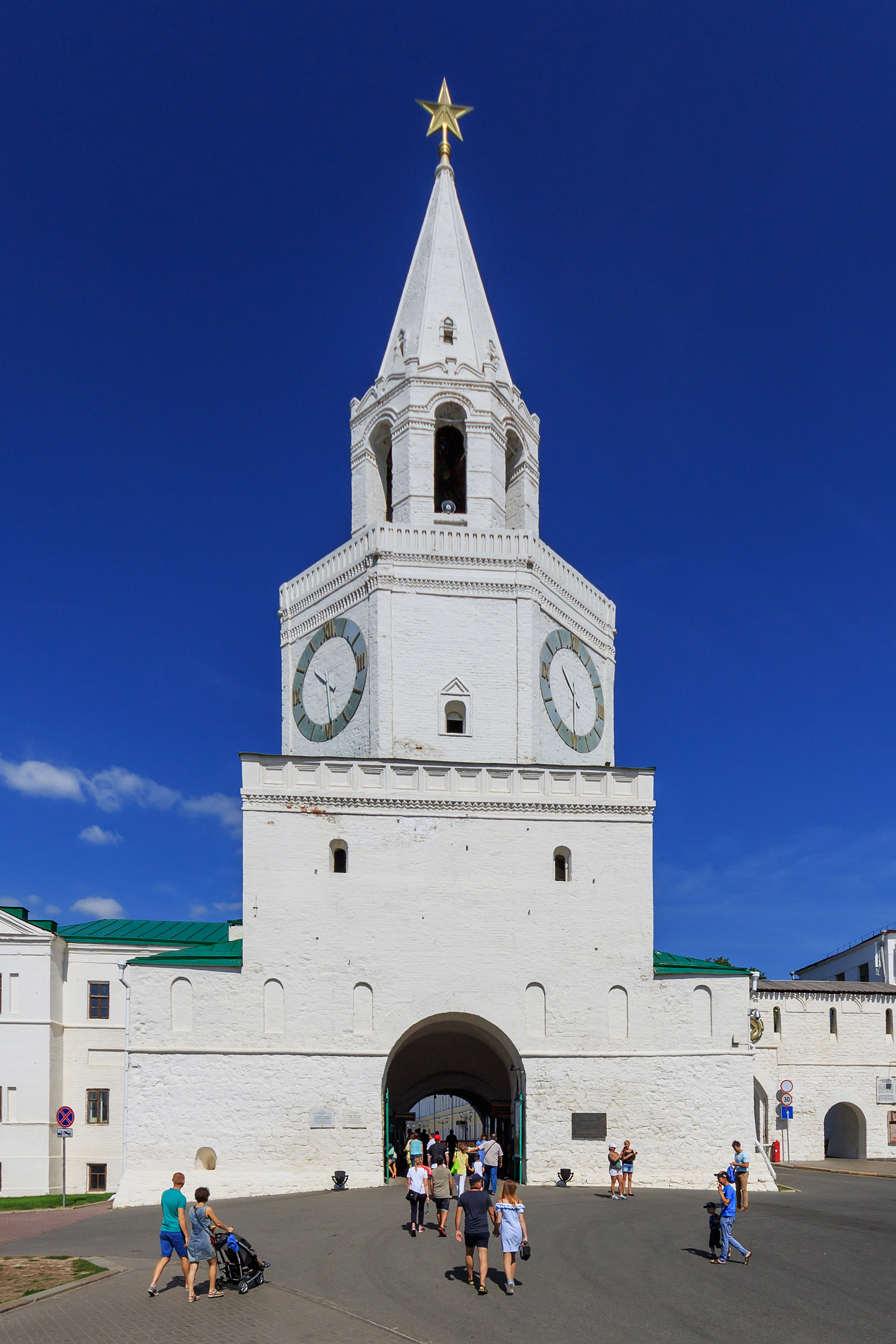
Спасская башня
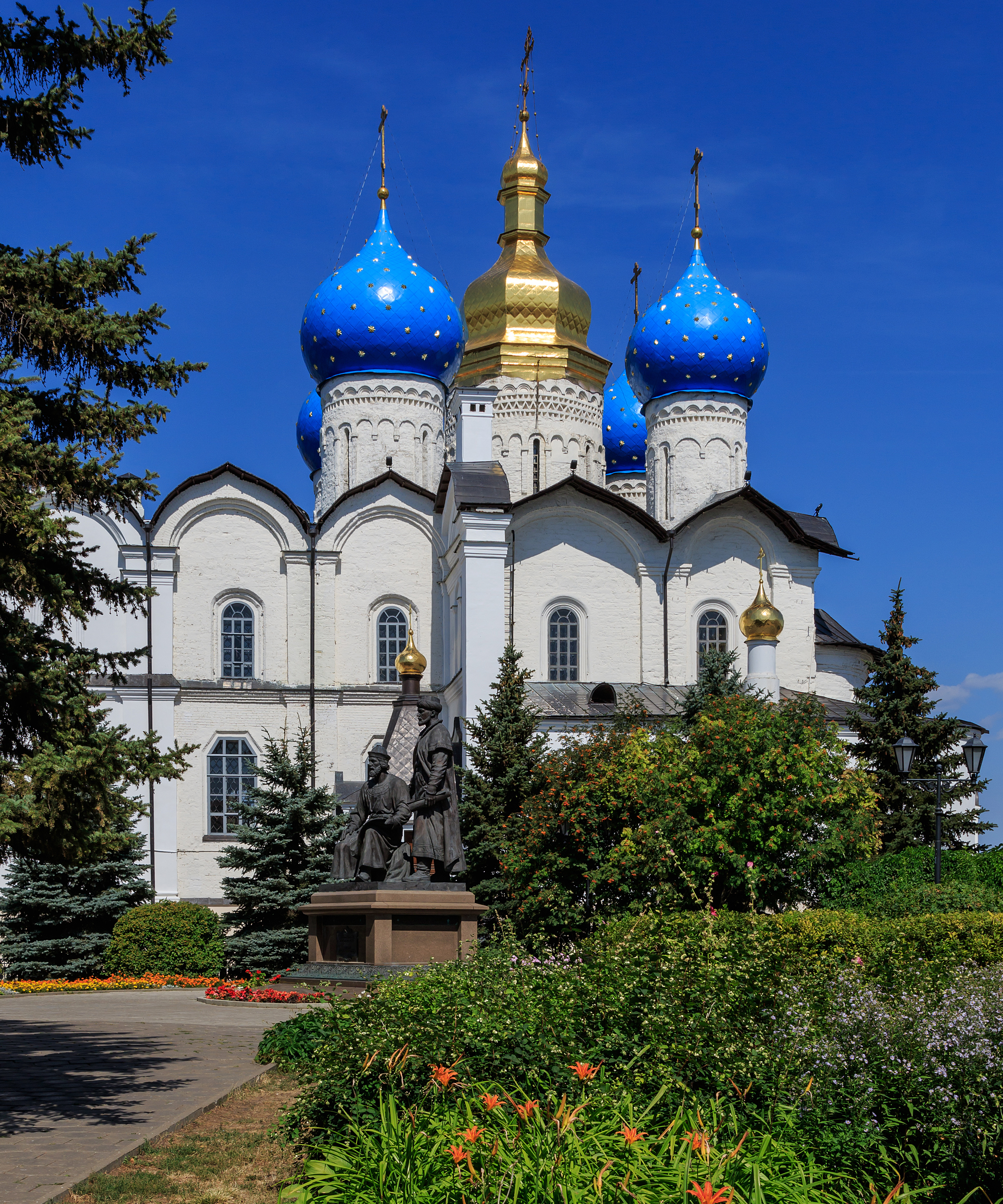
Благовещенский собор
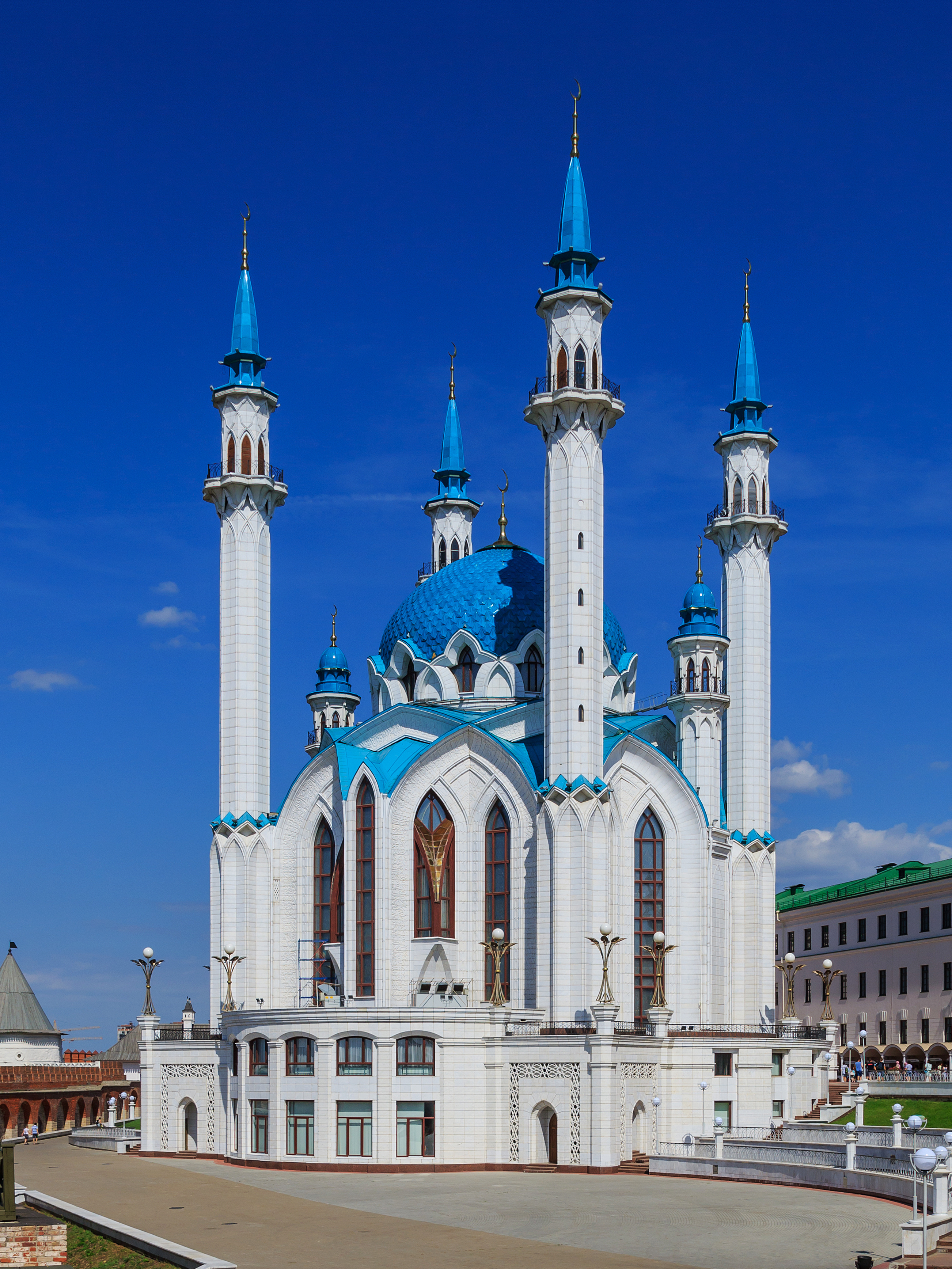
Мечеть Кул-Шариф

### Архитектура городских объектов и достопримечательности города
В XVII веке происходит возведение новых крепостных и посадских стен, появляются новые казанские слободы — Горшечная, Кирпичная, Суконная, Засыпкина, Солдатская, Красная. К концу XVII века относится старейший и единственный памятник гражданской архитектуры в Казани — дом владельца суконной мануфактуры Михляева. В начале XVIII века в Казани возводится несколько десятков административных, культовых и жилых сооружений, в том числе ряд ярких зданий, выдержанных в стиле русского барокко, — Петропавловский собор (нарышкинское барокко), Покровский храм и колокольня церкви Николы Нисского. В 1768 году составлен первый регулярный план (прообраз современного генплана), предложенный архитектором В. И. Кафтыревым. Среди зданий, построенных в середине XVIII века, выделяются здание Казанского духовного училища, комплекс Адмиралтейской конторы, церковь Четырёх Евангелистов, дом Осокина. В 1774 году город занимается войсками Е. Пугачёва, а кремль подвергается осаде. После ухода пугачёвцев большая часть города, особенно его посад, сгорела. Это трагическое для жизни города событие открывает дорогу его коренному преобразованию согласно регулярному плану, по которому предусматривался рост города с запада на восток и с севера на юг и сочетание веерной и прямоугольной планировочной систем. Центральной точкой оставался кремль, от которого радиально отходили широкие улицы (Проломная, Воскресенская, Арская). Другой направляющей линией застройки, согласно плану, стал Булак и озеро Кабан. Параллельно им были намечены улица Вознесенская, Московская, Екатерининская.
На рубеже XVIII—XIX веков в архитектуре города начинают преобладать классицизм и ампир. В 1820—30-е годы Казань обогащается шедевром архитектуры того времени — комплексом зданий Казанского университета. Новый план застройки города был разработан архитектором Ф. И. Петонди, утверждён в 1838 году и действовал до 1917 года. План предусматривал укрупнение городских кварталов и развитие города в южном и юго-западном направлениях.
Со второй половины XIX века в городской архитектуре распространяются элементы эклектики. Яркими примерами таких зданий являются колокольня церкви Богоявления, построенная в 1897 году в русском стиле. Интенсивно идёт застройка города, особенно татарских слобод. В Казани появляются кирпичные и деревянные здания нового типа: зрелищные, торговые, учебные, промышленные, жилые. С конца XIX века на смену эклектике постепенно приходят модерн и неоклассицизм. Наиболее заметными зданиями, построенными в этих архитектурных стилях, являются дом Мюфке, дом Шамиля, здание нынешнего Национального банка Республики Татарстан.
В целом в начале XX века центр Казани имел две выраженные части городской застройки, отражающие развитие двух главных городских национальных культур. В верхней части центра, на территории современного Вахитовского района находилась русская часть исторической Казани, которая в свою очередь делилась на аристократическую и купеческую части (здесь выделяется здание Александровского Пассажа, особняк командующего Казанским военным округом, дом Ушаковой, номера и доходные дома Кекина, Черноярова, Акчуриных и так далее) и рабочие окраины, зачастую лишённые благоустройства. На территории современного Приволжского и частично Вахитовского районов города (забулачная часть), заселённых татарским населением Казани, сформировался уникальный ансамбль национальной татарской архитектуры, связанный с выдающимися для татарской истории и культуры именами. Недалеко от этой слободы существует также Ново-Татарская слобода — место поселения татарского рабочего и ремесленного населения, а также бывших и действующих предприятий, имеющее меньшую архитектурно-культурную ценность.
В конце 1920-х годов начинается строительство первых домов социалистической эпохи Казани. Пример таких зданий — Мергасовский дом, построенный в 1928 году. В это время возникают новые промышленные районы, сконцентрированные вокруг новых промышленных предприятий за Казанкой и за Кабаном, в том числе в Ново-Татарской слободе. В 1930-е годы в СССР ознаменовались появлением конструктивизма. В Казани к этому стилю относят здания Дома печати, корпус «А» КГТУ им. Кирова и др. Продолжает развиваться и рационалистический модерн (например корпус фабрики киноплёнки).
Со 2-й половины 1930-х годов в казанской архитектуре начинает преобладать сталинский ампир, ярчайшие представители этого стиля: здания химического факультета Казанского университета, театра оперы и балета. Со второй половины 1950-х до конца 1970-х годов используются решения в духе индустриализации: татарский академический театр, цирк, главное здание речного вокзала.
Исторический центр города был существенно перестроен в 1990—2000-е годы в рамках программ ликвидации ветхого жилья и подготовки к празднованию тысячелетия города, потеряв при этом участки исторической застройки и некоторые снесённые памятники архитектуры, которые за многие десятилетия плохого ухода обветшали. Наиболее ценными в плане исторической застройки остаются улицы Баумана, Кремлёвская, Муштари, Карла Маркса, Максима Горького, Габдуллы Тукая, а также районы канала Булак и площади Свободы, Старо-Татарская слобода. Сохранившиеся исторические здания, в том числе многочисленные культовые сооружения (церкви, мечети и др.), являются достоянием и достопримечательностями города, главные из которых — кремль, мечеть Кул Шариф и вновь организованная площадь Тысячелетия — стали «визитной карточкой» города. Туристами и паломниками активно посещаются Петропавловский собор, Казанский Богородицкий монастырь, в Казанском соборе которого находится почитаемый список Казанской иконы Божьей Матери, а также уникальные историко-архитектурные комплексы Раифского монастыря и острова-града Свияжск в окрестностях Казани. На небольшом острове на реке Казанке, недалеко от Казанского кремля расположен Храм-памятник павшим воинам один из старейших воинских мемориалов России, памятник архитектуры начала XIX века.
К прочим современным архитектурным достопримечательностям Казани принято относить: Кремлёвскую набережную, Набережная озера Кабан, Театр кукол «Экият», Центр семьи «Казан», Казанский метрополитен, пешеходную улицу Петербургская, Храм всех религий, культурно-развлекательный комплекс «Пирамида», парки Тысячелетия и Кырлай, деревянный городок комплекса «Туган Авылым» и прочее. В 2000-е годы в городе стало популярным использование архитектурных элементов в виде башенок, куполов и шпилей, а также комплексное строительство в неоклассическом стиле — Дворец земледельцев и ЖК «Дворцовая набережная» на Дворцовой площади, ЖК «Дворцовый комплекс Ренессанс» на площади Султан-Галиева, мечеть Кул-Шариф. В XXI веке в городе активизировалось высотное строительство. С 2008 года самым высоким в городе зданием стала 85-метровая 26-этажная гостиница «Ривьера». Первым в городе небоскрёбом высотой более 100 метров стал 35-этажный жилой комплекс «Лазурные небеса».

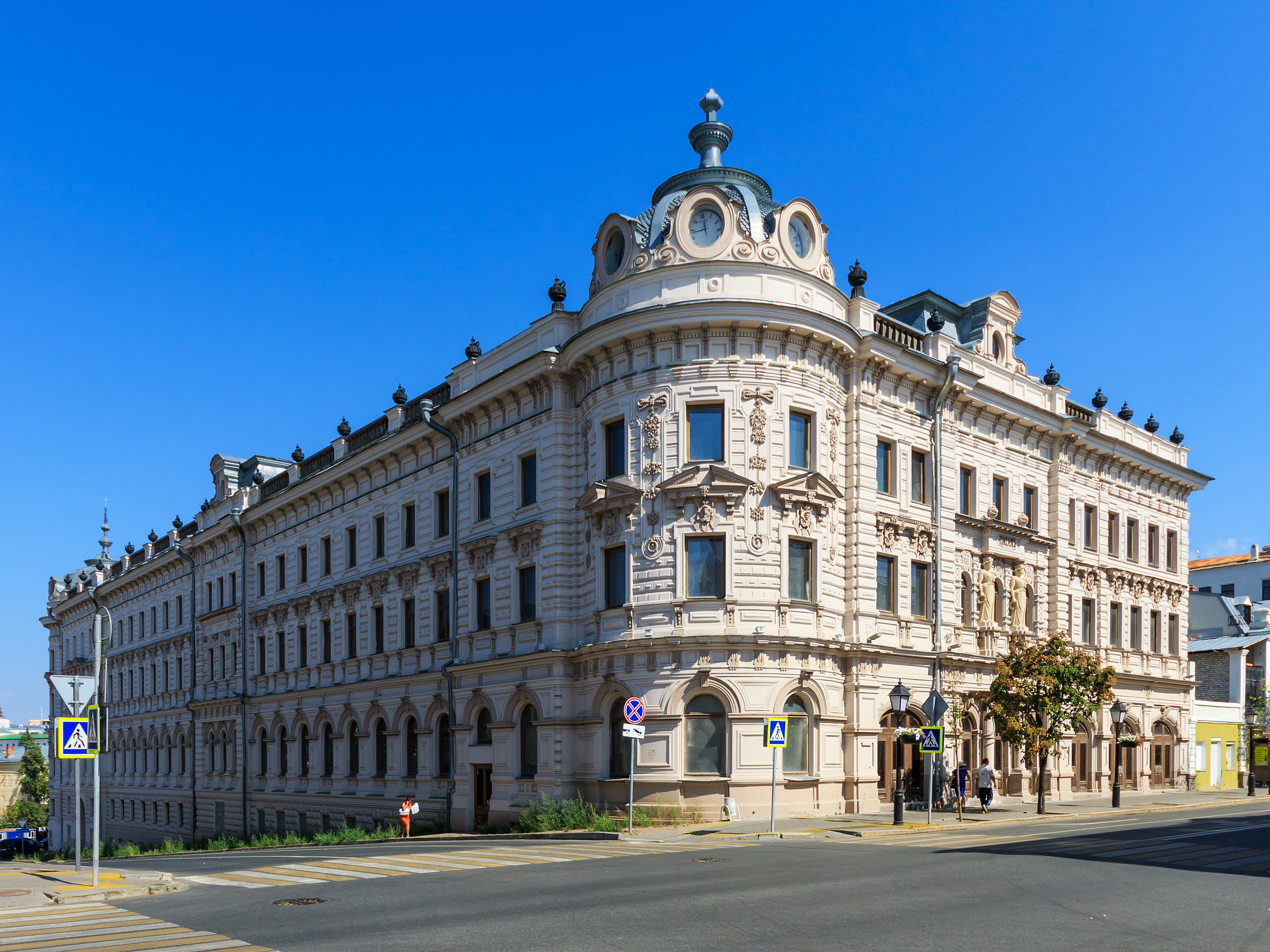
Александровский пассаж — архитектурный акцент русского посада
ЖК Дворцовый комплекс «Ренессанс»
Дом Шамиля — архитектурный акцент в Старо-Татарской слободе
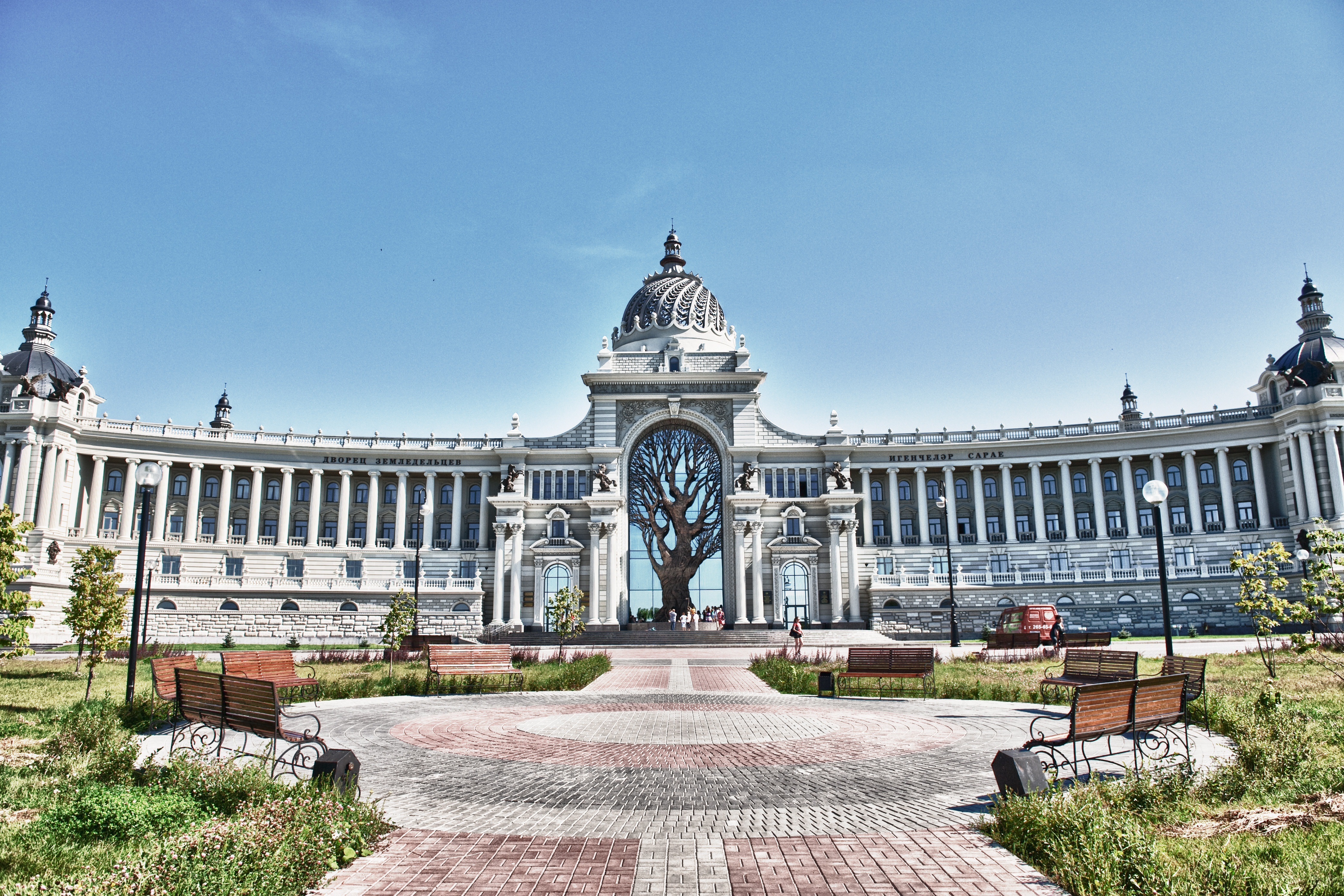
Дворцовая площадь и Дворец земледельцев

### Градостроительство
Исторически наметившаяся радиально-кольцевая планировка города воплотилась почти в полной мере за счёт сооружения внутригородских Малого и Большого колец и радиальных магистралей, а также Объездной дороги. Среди микрорайонов массовой многоэтажной жилой застройки выделяются три крупнейших, имеющих более чем 100-тысячное население «спальных» районов — Новое Савиново, Горки, Азино. Крупнейшие из периферийных посёлков-эксклавов — Дербышки и Юдино. В городе есть также несколько десятков прочих историко-географических микрорайонов, городских слобод и посёлков. Благодаря широкомасштабному жилищному строительству, активно уплотняются существующие жилые кварталы и появились и создаются новые жилые микрорайоны массовой многоэтажной застройки, в том числе экопарк Дубрава, Лесной Городок, Солнечный город, Казань - XXI век (бывший Взлётный), Большая Крыловка, Деревня Универсиады и другие, а также микрорайоны малоэтажной индивидуальной коттеджной застройки.
Согласно генеральному плану города, помимо реновации территорий промышленной, складской, частной и прочей малоценной застройки внутри города, на неиспользовавшихся территориях у расширяемых городских границ планируются организация новых промзон за счёт предприятий, выводимых из центральных частей города, и сооружение нескольких новых больших «спальных» кварталов массовой многоэтажной застройки. С 2011 года начато строительство вдоль Волги замыкающего участка внутригородских Малого и Большого городских колец, а также сооружение в акватории Волги Ново-Адмиралтейской дамбы с небольшими коттеджными зонами вдоль неё от речного порта через полуостров Локомотив и насыпные острова к посёлку Аракчино.
В Генеральном плане до 2020 г. обозначены основные направления роста города в юго-восточном направлении: районы Вишнёвка и Ферма-2. Также озвучивались намерения присоединить к Казани, вопреки Генплану разрастающейся в западном направлении, Осиново, Ореховку, Васильево и другие существующие посёлки, а также города-спутники «Салават Купере» и «Зелёный Дол» (планируемый).

### Памятники
В Казани расположено большое количество памятников выдающимся людям и уроженцам города. Среди дореволюционных памятников выделяются памятник поэту и государственному деятелю Гавриилу Державину, установленный в 1847 году и памятник императору Александру II воздвигнутый в 1895 году у Спасской башни Казанского кремля. Оба монумента были снесены в советское время, однако в 2003 году памятник Державину был воссоздан. На месте памятника императору в 1966 году был установлен памятник Мусе Джалилю татарскому поэту антифашисту. Из дореволюционных памятников в первозданном виде до наших дней дошёл памятник Лобачевскому.
В советское время в Казани было установлено множество монументов, среди них: три памятника Пушкину, памятник Льву Толстому, Максиму Горькому, Муллануру Вахитову, Александру Бутлерову, Габдулле Тукаю. Крупнейшим памятником города является памятник Ленину на площади Свободы.
Среди памятников, установленных в последние годы: памятник Шаляпину, памятник Туполеву, памятник Советскому солдату в Парке Победы.

## Средства массовой информации
В 1941 году в Казани появилась мощная (150 кВт) радиовещательная станция РВ-84, что позволило с сентября 1941 начать круглосуточное радиовещание на всю территорию республики и соседних областей. Станция по определённому графику на длинных и средних волнах также транслировала передачи городов Кирова и Ульяновска, сообщения ТАСС для газет, программу «Чайка» для целей радионавигации воздушного движения. Начало традиционной телевизионной эры в Казани связано с 1955 годом, с созданием контрольно-испытательной телевизионной установки завода «Радиоприбор». Общедоступное телевещание началось 12 октября 1959 года, на Горьковском шоссе была введена в эксплуатацию телевышка  высотой 180 м. В 1975 году на казанском телецентре появилось цветное оборудование. 18 июля 2007 года в Казани стартовало цифровое эфирное вещание. Также в городе имеется вторая высотная ретрансляторная вышка по улице Троицкий лес. В настоящее время в казанском телеэфире (в том числе и цифровом) общедоступны 18 каналов. В настоящее время в Казани зарегистрировано 194 газеты и 49 журналов, выходящих на русском и татарском языках. Также выпускается республиканская газета на чувашском языке «Сувар». Наиболее популярной газетой города является «Вечерняя Казань» (четырежды признававшаяся самым тиражным региональным изданием РФ). По итогам 2009 года «Молодёжь Татарстана» была названа самой тиражной среди молодёжных изданий России.

## Связь
В Казани работает 84 отделения почтовой связи, относящихся к филиалу «Почты России» — УФПС «Татарстан почтасы». Официальное открытие Казанской городской телефонной сети состоялось 27 (15) ноября 1888 года. В данный момент в Казани действуют 4 оператора проводной телефонной связи. Общая ёмкость телефонной сети в Казани составляет порядка 456 тыс. номеров. Услуги IP-телефонии помимо основных операторов проводной связи оказывают также 5 компаний. В городе действует 6 операторов сотовой связи (Билайн, МегаФон, МТС, Tele2 Россия, Летай, Yota, а также действует виртуальный оператор сотовой связи «Мобильная государственная связь»). По количеству пользователей Интернета — 428 тыс. человек — Казань занимает 4-е место в России. По словам генерального директора Google Russia Владимира Долгова, Казань — крупнейший центр развития информационных технологий, уровень проникновения Интернета здесь составляет 75 %, что является рекордным показателем по России. Услуги доступа ко всемирной сети в Казани предоставляют 15 операторов. Наиболее популярными формами доступа к Интернету являются кабельные сети и ADSL. Популярный ранее Dial-up практически потерял свои позиции, в то же время активно развиваются беспроводные технологии Wi-Fi и Wi-Max. Компанией Скартел запущена первая в России сеть LTE.
30 августа 2012 года в Казанском ИТ-парке состоялась торжественная церемония запуска сети связи четвёртого поколения (4G, LTE.). Сеть LTE в Казани запустили сразу 3 оператора — ООО «Скартел» (торговая марка «Yota»), ОАО «МегаФон» и ОАО «МТС». А 27 июня 2014 года состоялся запуск сети LTE мобильного оператора «Летай».

## Спорт
Казань является одним из самых развитых в спортивном плане городов России, часто[насколько?] её называют[кто?] «Спортивной столицей» страны. Город принимал два чемпионата мира по хоккею с мячом в 2005 году и 2011 году, Летнюю Универсиаду 2013 года, чемпионат мира по фехтованию 2014 года, чемпионат мира по водным видам спорта 2015 года, Кубок конфедераций 2017, а также неоднократно становился местом проведения спортивных соревнований различного уровня. В 2009 году город стал местом проведения Всероссийского форума «Россия — спортивная держава». В 2009 году Казань получила Национальную премию «Золотая команда России» в номинации «Спортивная столица». В 2018 году город принимал матчи чемпионата мира по футболу. В декабре 2019 года в Казани проходил Гранд-финал Кубка России по киберспорту на базе Поволжской государственной академии физической культуры, спорта и туризма
Город является одним из лидеров по числу побед в различных видах спорта, в том числе по основным командным видам спорта (футбольный клуб «Рубин»; хоккейный клуб «Ак Барс»; баскетбольный клуб «Уникс»; волейбольные клубы «Зенит» и «Динамо»; бендийный клуб «Динамо»; «Динамо» (хоккей на траве); ватерпольный клуб «Синтез»).
Сооружённая за три года до проведения Универсиады-2013, Деревня Универсиады используется как студенческий кампус. Она также будет использоваться как федеральный центр подготовки сборных команд России. С 2010 года создаётся Поволжская академия физической культуры, спорта и туризма. Имеется множество крупных спортивных объектов российского и мирового уровня, в том числе ряд уникально-единственных в стране объектов по некоторым видам спорта. Такие арены, как стадион «Центральный», «Баскет-холл», «Татнефть-Арена», Казанская академия тенниса, Центр хоккея на траве, Центр волейбола, Дворец единоборств «Ак Барс», Гребной канал на озере Средний Кабан, Дворец водных видов спорта и некоторые другие объекты способны принимать международные соревнования наивысшего уровня. Летом 2013 года открыт новый стадион «Казань-Арена» вместимостью 45 000 зрителей, который стал главной ареной Летней Универсиады и принимала матчи чемпионата мира по футболу 2018 года. Казанский ипподром — крупнейший в России и один из крупнейших в Европе. Вблизи города действуют круглогодичный горнолыжно-спортивный курорт «Казань» в Зеленодольском районе, центр стрельбы из лука и арбалета в Свияжске, парашютно-авиаспортивный центр в Куркачах. Две футбольные арены Казани: «Центральный» и «Ак Барс Арена» имеют статус стадионов УЕФА наивысшей 4-й категории.
С 21 февраля по 3 марта 2024 года в Казани прошёл мультиспортивный турнир «Игры будущего».
С 12 по 23 июня 2024 года в Казани проходили Игры стран БРИКС.

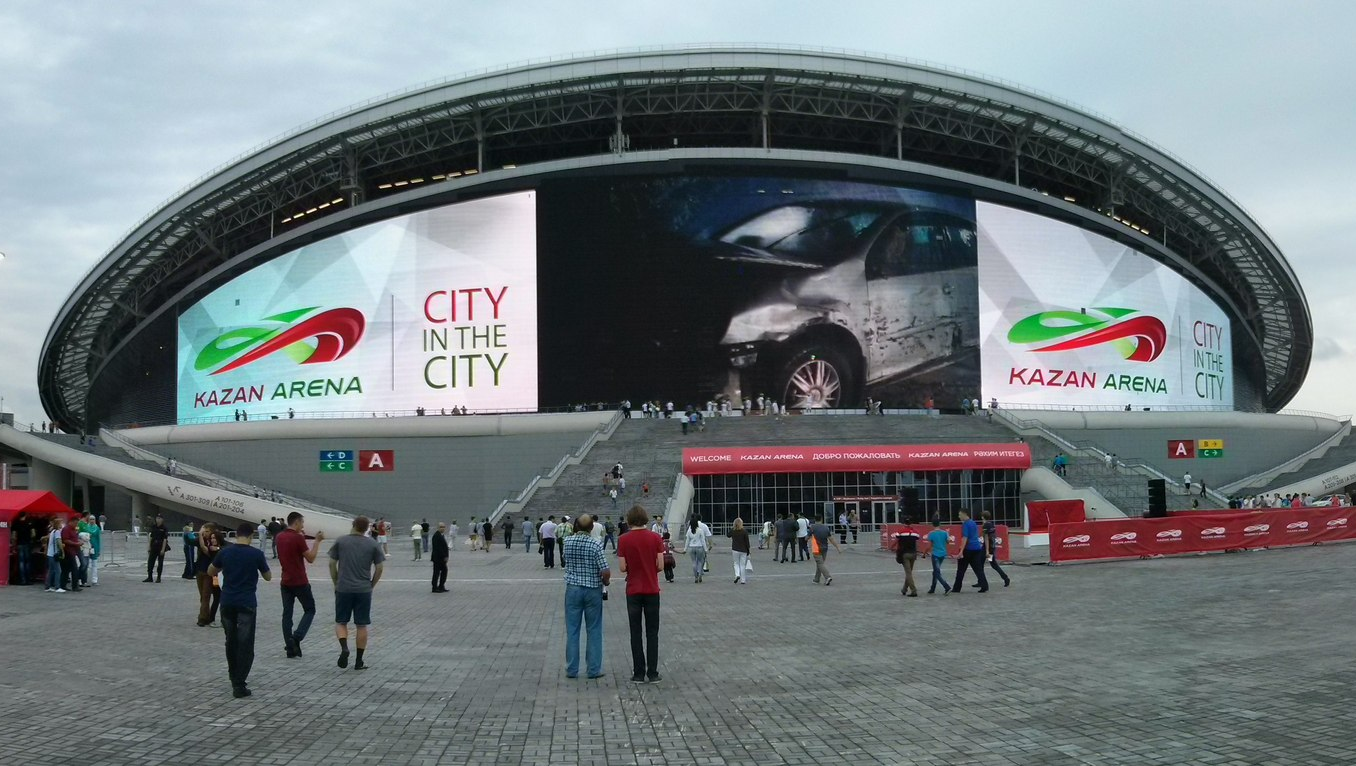
Ак Барс Арена
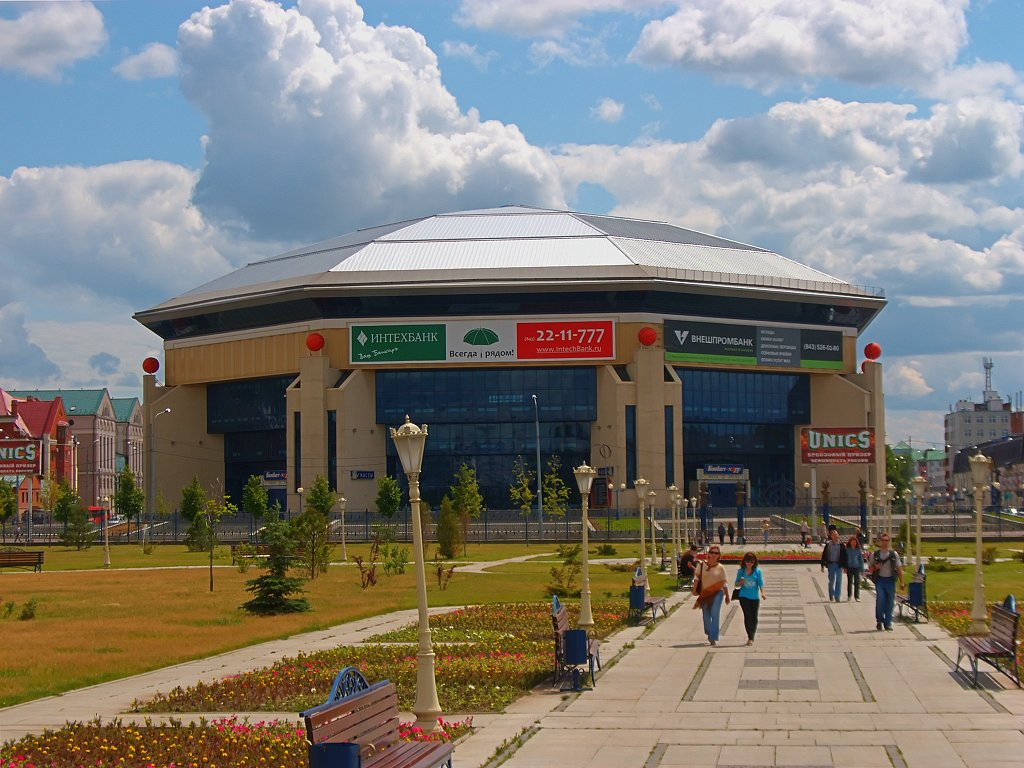
Баскет-холл
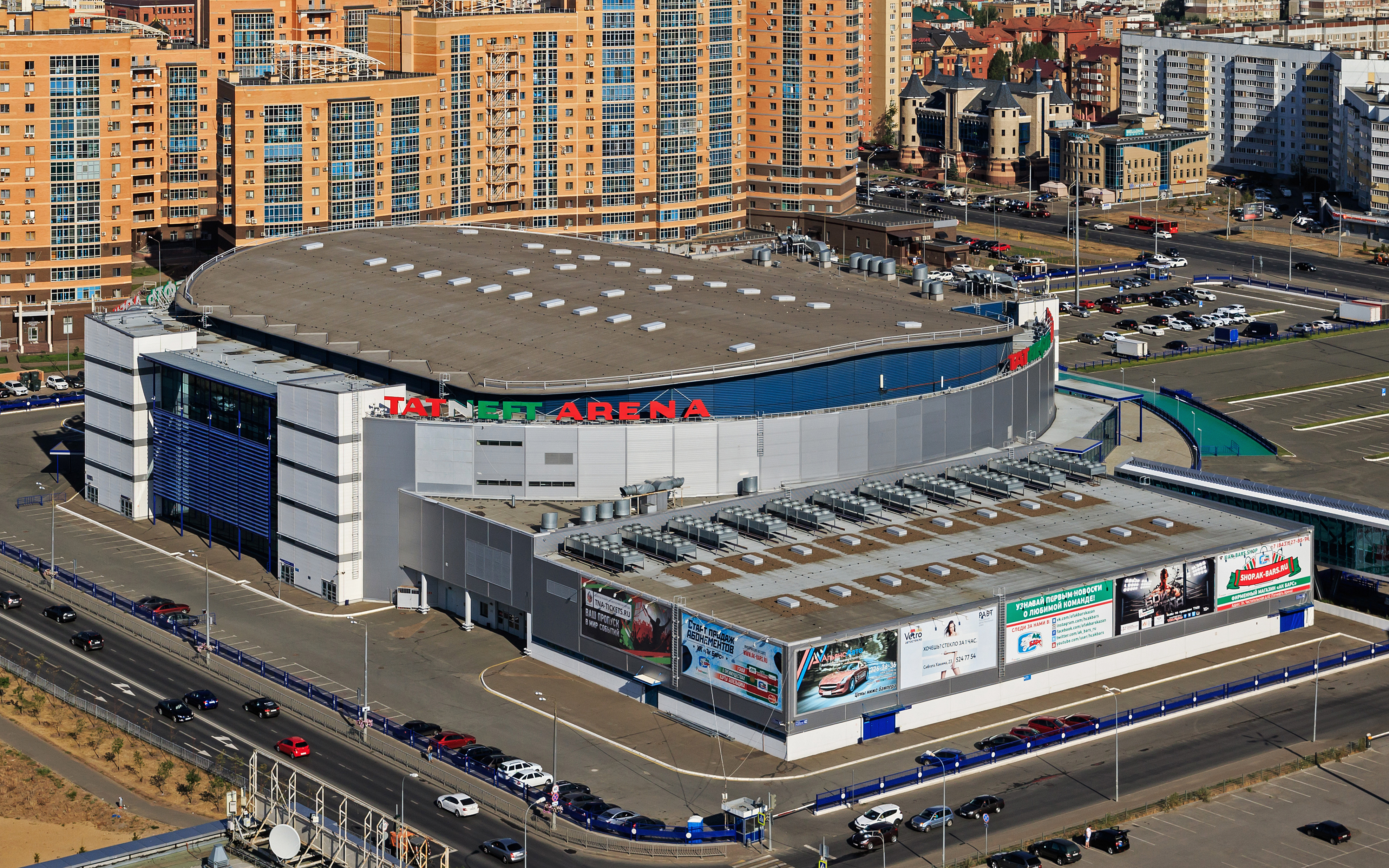
Татнефть-Арена
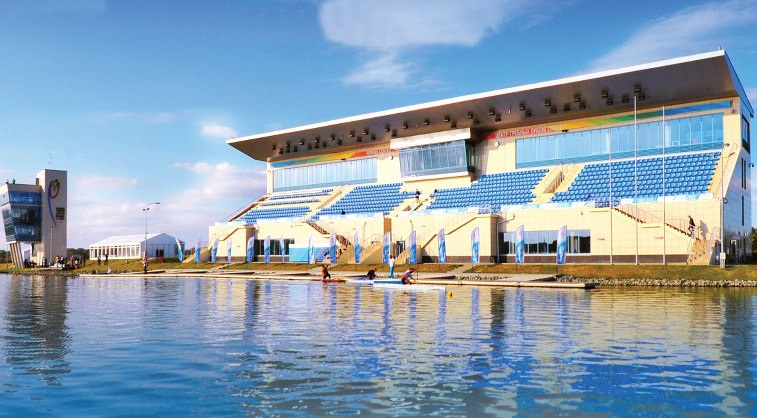
Центр гребных видов спорта

## Известные люди
В Казани родилось или работало множество людей, вписавших своё имя в мировую и российскую историю. В науке прежде всего известны создатель неевклидовой геометрии Николай Лобачевский, многочисленные представители Казанской химической школы (стоявшей у истоков органической химии), а также основатели медицинских школ. Здесь жил писатель Лев Толстой, родился Евгений Шварц. В искусстве большую славу приобрели оперные певцы Фёдор Шаляпин, Владимир Васильев, Михаил Казаков, поэты Каменев, Боратынский, Хлебников, Державин и Джалиль, художник-импрессионист Фешин, актёры Василий Качалов, Леонид Филатов, композиторы Рустем Яхин, Салих Сайдашев.
Жил и работал депутат Государственной думы Российской Империи I созыва от Казанской губернии Пётр Андреевич Ершов, а в его семье родился сын Всеволод Петрович Ершов — разведчик во время Великой Отечественной войны, участник Сталинградской битвы, журналист, автор сценария известного хроникально — документального фильма «Страницы Сталинградской битвы».

## Память

### В нумизматике и филателии
Банк России в 2005 году выпустил монету, посвящённую Казани из серии Древние города России. 6 мая 2022 года выпустил в обращение памятную монету из недрагоценного металла номиналом 10 рублей «Казань», серии «Города трудовой доблести».

27 мая 2020 года Почта России выпустила почтовый блок, посвящённый 100-летию Республики Татарстан (надпечатка на блоке № 1993. Гербы субъектов и городов Российской Федерации. Республика Татарстан). На почтовом блоке изображён герб Казани.

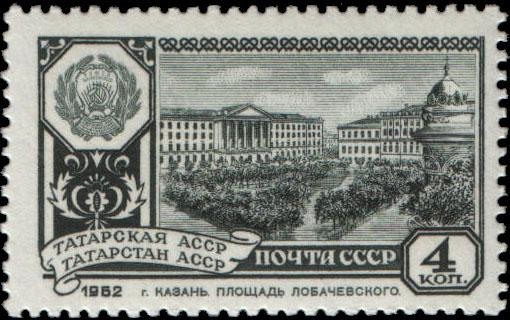
Почтовая марка СССР. Татарская АССР. Казань. Площадь Лобачевского
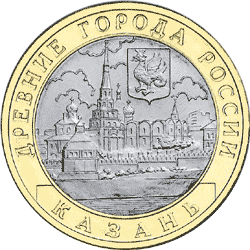
Монета ЦБ РФ. Древние города России
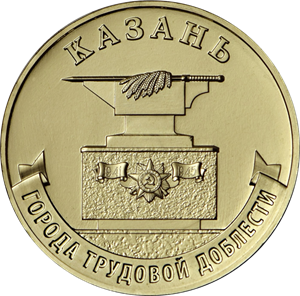
Монета ЦБ РФ. Города трудовой доблести

### Космические объекты
В честь города назван астероид (1316) Казань, открытый в 1933 году советским астрономом Григорием Неуйминым.

### Техника
В честь Казани было названо несколько кораблей российского и советского флота: корветы 1807 года и 1816 года, атомная подводная лодка К-561 «Казань».